# Jeux olympiques d'hiver de 2010
Vous lisez un « bon article » labellisé en 2014.
Les Jeux olympiques d'hiver de 2010, officiellement connus comme les XXIes Jeux olympiques d'hiver, ont lieu à Vancouver au Canada du 12 au 28 février 2010. Vancouver obtient les Jeux lors de sa troisième candidature en s'imposant face aux villes de PyeongChang en Corée du Sud et Salzbourg en Autriche. C'est la troisième fois qu'une ville canadienne organise les Jeux olympiques après Montréal en été 1976 et Calgary en hiver 1988. Le Comité d'organisation des Jeux olympiques et paralympiques d'hiver de 2010 à Vancouver (COVAN) est chargé de l'organisation des Jeux, en partenariat avec les premières nations Lil'wat, Musqueam, Squamish et Tsleil-Waututh, hôtes de ces Jeux. Tous les sites des compétitions se situent dans la province de Colombie-Britannique, principalement à Vancouver et Whistler.
Les Jeux rassemblent 2 566 athlètes de 82 pays, ce qui constitue un record à l'époque pour les Jeux d'hiver. Ils se mesurent dans quinze disciplines qui regroupent un total de 86 épreuves officielles, soit deux de plus qu'en 2006. Le skicross fait son entrée au programme olympique, tandis que cinq pays envoient pour la première fois une délégation aux Jeux d'hiver : la Colombie, le Ghana, les îles Caïmans, le Pakistan et le Pérou. Ils présentent la particularité de se dérouler en deux endroits principaux séparés de 130 kilomètres (Vancouver d'un côté, la station de ski de Whistler de l'autre) et d'avoir par conséquent deux populations olympiques séparées qui ne sont pas amenées à se rencontrer en dehors des cérémonies d'ouverture et de clôture.
Les Jeux sont marqués par le décès accidentel du lugeur géorgien Nodar Kumaritashvili survenu quelques heures avant la cérémonie d'ouverture. Les athlètes canadiens réalisent une performance remarquable : ils remportent 14 titres olympiques, ce qui constitue un nouveau record pour une nation aux Jeux d'hiver. L'athlète la plus médaillée de ces Jeux est la fondeuse norvégienne Marit Bjørgen, qui remporte cinq médailles en cinq épreuves disputées, dont trois en or. Avec une médaille en or et une en argent, le biathlète Ole Einar Bjørndalen porte son total olympique à onze médailles, ce qui en fait le deuxième athlète le plus médaillé de l'histoire des Jeux d'hiver derrière son compatriote Bjørn Dæhlie. En saut à ski, le Suisse Simon Ammann gagne les deux concours sur le tremplin du parc olympique de Whistler, huit ans après avoir réalisé la même performance aux Jeux olympiques de Salt Lake City.

## Sélection de la ville hôte
L'idée d'une candidature de Vancouver pour accueillir les Jeux olympiques d'hiver apparaît pour la première fois lors des Jeux de 1960 à Squaw Valley, où le représentant canadien du Comité international olympique (CIO) Sidney Dawes évoque la possibilité d'organiser des Jeux en Colombie-Britannique si un site est trouvé à proximité de Vancouver. Peu après, l'Association de développement olympique de Garibaldi (Garibaldi Olympic Development Association, GODA) est créée afin de préparer une candidature visant à accueillir les Jeux d'hiver dans la région du Mont Garibaldi, dans laquelle se situe la localité de Whistler. En 1961, la GODA envisage de se porter candidate pour recevoir les Jeux d'hiver de 1968, mais le Comité olympique canadien (COC) lui préfère les villes de Calgary et Banff, dans l'Alberta, pour défendre les chances du pays. Cette candidature échoue finalement, et c'est à Grenoble que se tiennent les Jeux de 1968.
Un programme de développement de la région de Whistler et du Mont Garibaldi est alors lancé pour accueillir les Jeux de 1972. Il comprend notamment la construction d'infrastructures routières ainsi que le développement du réseau électrique et de l'eau potable, encore absent dans cette région. Mais une nouvelle fois, c'est la station de Banff qui est choisie pour représenter le Canada dans le processus de sélection de la ville hôte de ces Jeux, qui sont attribués à Sapporo, au Japon. En 1968, la GODA est finalement choisie par le comité olympique canadien dans le but de porter une candidature commune avec la ville de Vancouver pour l'organisation des Jeux de 1976. Les chances de cette candidature s'amenuisent lorsque Montréal est élue pour accueillir les Jeux d'été, le CIO ne se montrant plus favorable à ce que la même année, un pays organise à la fois les Jeux d'été et les Jeux d'hiver. La candidature de Vancouver-Garibaldi est ainsi éliminée dès le premier tour du vote,. Vancouver est à nouveau candidate pour les Jeux de 1980, mais se retire au dernier moment,. Pour ceux de 1988, Calgary est préférée à Vancouver. Calgary remporte d'ailleurs les élections et devient ainsi la première ville canadienne à accueillir les Jeux olympiques d'hiver.
Soutenue par des associations commerciales et des personnalités politiques locales, une nouvelle candidature de Vancouver et Whistler est déposée pour accueillir les Jeux d'hiver de 2010. Les villes de Calgary et de Québec sont elles aussi candidates, mais en décembre 1998, le Comité olympique canadien choisit Vancouver-Whistler comme candidat canadien auprès du CIO pour la tenue des Jeux de 2010. Sept autres villes sont également candidates : Andorre-la-Vieille en Andorre, Berne en Suisse, Harbin en Chine, Jaca en Espagne, PyeongChang en Corée du Sud, Salzbourg en Autriche et Sarajevo en Bosnie-Herzégovine. Le 28 août 2002, le CIO annonce que les villes de Pyeongchang, Salzbourg, Berne et Vancouver sont désignées comme finalistes, après examen des dossiers des villes requérantes. Berne retire sa candidature à l'automne 2002 après un plébiscite au cours duquel la population locale s'exprime contre l'organisation des Jeux. Le 2 juillet 2003, pendant la 115e session du CIO à Prague, en République tchèque, les Jeux olympiques d'hiver de 2010 sont attribués à Vancouver, alors peuplée de 571 600 habitants, qui devance PyeongChang par 56 voix contre 53 au deuxième tour. Pour la première fois dans l'histoire olympique, les Jeux d'hiver sont organisés à proximité du bord de mer, ce que met en avant le dossier de candidature de la ville avec le slogan « Les Jeux entre mer et ciel »,.

## Organisation

### Comité d'organisation
Le « Comité d'organisation des Jeux olympiques et paralympiques d'hiver de 2010 à Vancouver » (COVAN) est créé le 30 septembre 2003, près de trois mois après l'annonce de la sélection de la ville. L'homme d'affaires canadien Jack Poole, instigateur de la candidature de Vancouver, en est le président, tandis que John Furlong, un ancien sportif de haut niveau qui a notamment été champion de squash du Canada en 1986, est nommé directeur général. En octobre 2009, Jack Poole meurt d'un cancer au lendemain de la cérémonie d'allumage de la flamme à Olympie. Dès lors, John Furlong assure seul la direction du COVAN. Il devient le porte-parole des Jeux de Vancouver sur la scène internationale et est nommé « personnalité sportive la plus influente au Canada » en 2009 par le quotidien The Globe and Mail. Cinq vice-présidents sont également nommés : Cathy Priestner Allinger, médaillée d'argent en patinage de vitesse aux Jeux d'hiver de 1972, Dan Doyle, sous-ministre des Transports de la Colombie-Britannique, Terry Wright, organisateur d'événements comme les Jeux du Commonwealth de 1994 ou les Jeux panaméricains de 1999, Dave Cobb, directeur financier des Canucks de Vancouver et Dave Guscott, sous-ministre des communications et secrétaire associé du cabinet du gouvernement de l'Ontario.
Le COVAN s'assure l'accord et le soutien des populations autochtones canadiennes qui revendiquent les terres sur lesquelles se déroulent certaines compétitions. En novembre 2004, les peuples Lil'wat, Musqueam, Squamish et Tsleil-Waututh constituent la « Société des quatre Premières Nations hôtes » dans le but de mettre en valeur leur histoire et leurs coutumes tout au long de l'organisation des Jeux. Tewanee Joseph, membre de la nation Squamish, est placé à la tête de cette société qui obtient un siège dans le conseil d'administration chargé de superviser le COVAN.
Le comité d'organisation définit plusieurs buts afin de réaliser des « Jeux pour tout le Canada » : édifier un Canada plus fort, exalter l'âme de la nation et inspirer le monde entier grâce à l'organisation et à la tenue de Jeux qui laisseront un héritage durable. Le COVAN a rassemblé une équipe de plus de 55 000 personnes, parmi lesquelles on compte 3 500 employés, 15 000 contractuels et 25 000 bénévoles, surnommés les « manteaux bleus » en raison de leur tenue.
Après la pandémie de Grippe A de 2009, les autorités locales craignent que l'afflux de milliers de touristes pendant les Jeux fasse de Vancouver un foyer actif de la maladie. Un représentant de l'Organisation mondiale de la santé est envoyé sur place pour surveiller les foyers potentiels tandis que le COVAN encourage les membres de son équipe à se faire vacciner. Les responsables de la santé en Colombie-Britannique augmentent le stock de médicaments antiviraux disponibles dans la province, alors que la vaccination des athlètes relève des comités olympiques de chaque pays.

### Aspects économiques
La construction des installations olympiques coûte un total de 599,8 millions de dollars canadiens. L'État canadien et la province de Colombie-Britannique dépensent chacun 290 millions de dollars canadiens, la somme supplémentaire étant principalement reçue sous forme de dons en nature. L'investissement pour la ville de Whistler s'élève à 10 millions de dollars canadiens, dont huit pour la construction du village olympique, financé en partie par la mise en place d'une taxe hôtelière dès 2003. L'anneau olympique de Richmond coûte 178 millions de dollars canadiens, l'aménagement du Parc olympique de Whistler 118 millions et la construction de la piste du Centre des sports de glisse de Whistler 104 millions. Une modernisation des installations de Whistler Creekside, accueillant les épreuves de ski alpin, est engagée à hauteur de 27,6 millions de dollars. Le centre de ski de Cypress Mountain, construit en 1976, subit quelques travaux d'aménagements pour y accueillir les spectateurs, pour un montant de 16,7 millions de dollars canadiens.
Le comité d'organisation finance les frais d'exploitation liés aux Jeux de Vancouver, qui s'élèvent à environ 1,755 milliard de dollars canadiens (1,2 milliard d'euros), soit près de trois fois moins que les Jeux de Turin en 2006. Le coût total des Jeux se rapproche néanmoins de 6 milliards de dollars canadiens si l'on prend en compte les multiples investissements durables liés à la modernisation des infrastructures et les dépenses consacrées à la sécurité. Les droits de retransmission télévisée rapportent 1,128 milliard et le marketing 760 millions.
Au cours de ces Jeux 1 490 000 spectateurs assistent aux épreuves, un record dans l'histoire des Jeux d'hiver, avec environ 50 000 spectateurs de plus que lors du précédent record à Salt Lake City en 2002. Ce nombre total de spectateurs représente une vente de 97 % des billets émis par le comité d'organisation. Le montant des recettes liées à la vente des billets s'élève à 257 millions de dollars canadiens.

### Marketing

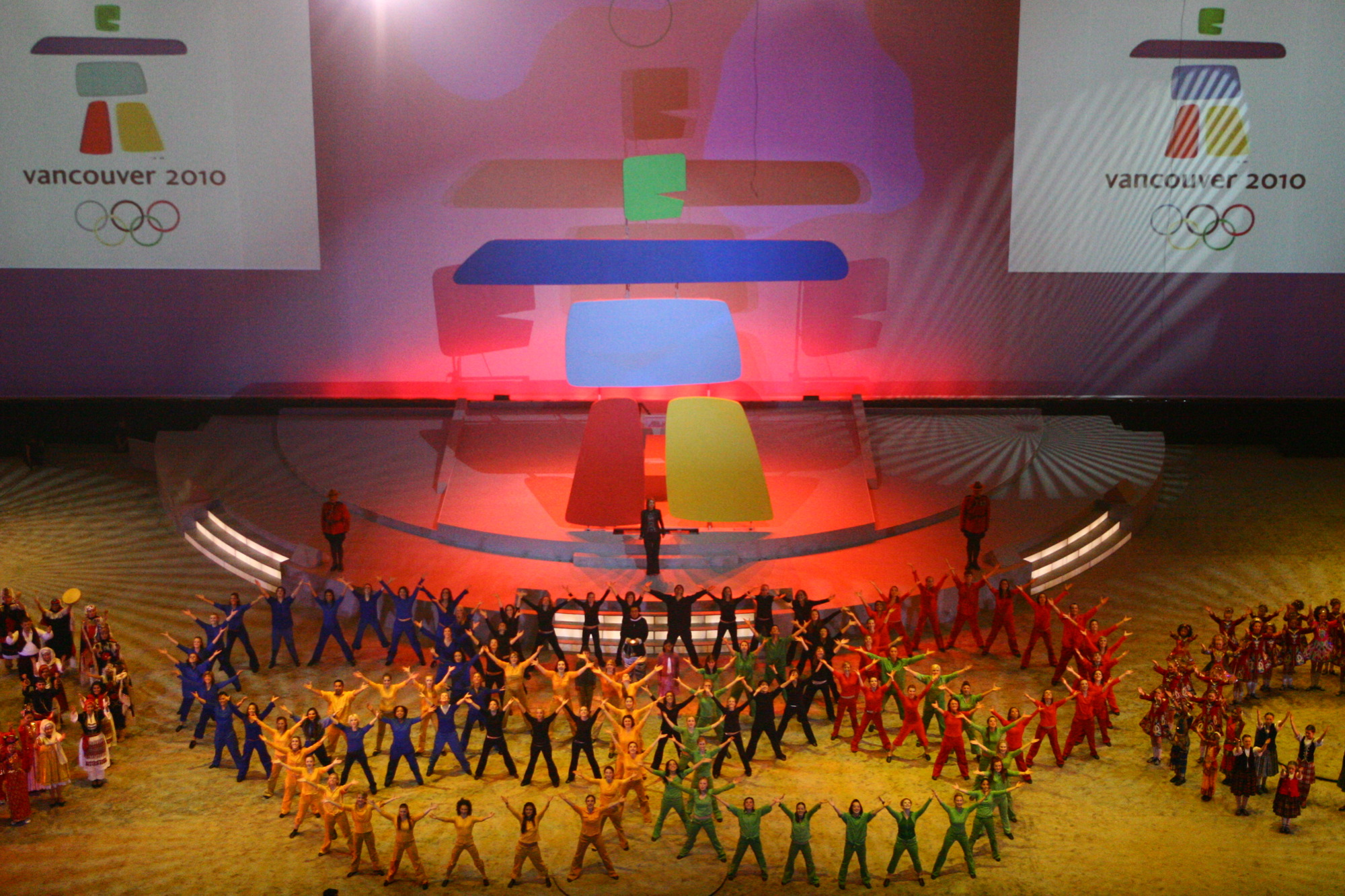
Cérémonie de dévoilement d'Ilanaaq, l'emblème des jeux, le 23 avril 2005

L'emblème des Jeux olympiques d'hiver de 2010 est inspiré de l'inukshuk, une sculpture de pierres utilisée comme point de repère par les Inuits dans les territoires nordiques glacés du Canada. Sélectionné par un jury international parmi 1 600 propositions, il est baptisé Ilanaaq, mot inuit qui signifie « ami ». L'emblème est composé de cinq formes de pierres aux couleurs des anneaux olympiques et symbolise l'espoir, l'amitié et l'accueil chaleureux. Il reprend la forme de l'inukshuk érigé pour l'exposition spécialisée de 1986 et installé au cœur du Stanley Park de Vancouver. Le comité d'organisation adopte la devise « With glowing hearts/Des plus brillants exploits », mots tirés de l'hymne national canadien Ô Canada. Le président du Comité international paralympique (IPC) sir Philip Craven dévoile la signification de cette devise en évoquant « les émotions et la fierté que ressent toute personne qui donne de son mieux » et la « promesse au monde entier d'honorer et de célébrer les exploits extraordinaires de tous les athlètes. » De même, une identité visuelle propre aux Jeux de Vancouver est conçue en s'inspirant des couleurs caractéristiques de la région, teintes de bleu et de vert. Les bannières, la signalisation des sites ou les uniformes des bénévoles reprennent cette identité visuelle.
Les mascottes officielles utilisées par le comité d'organisation, Miga et Quatchi, ont été conçues par Vicky Wong et Michael Murphy, les deux designers du cabinet Meomi Design, situé à Vancouver. Miga et Quatchi sont des créatures inspirées de la faune et des récits des premières nations canadiennes. Quatchi est un sasquatch, une créature légendaire qui vivrait dans les forêts nord-américaines, également surnommé Bigfoot. Il est recouvert d'une épaisse fourrure et porte des bottes ainsi qu’un cache-oreilles. Miga est une ourse des mers, un animal mythique, croisement entre une orque et un ours Kermode, un animal emblématique de la Colombie-Britannique. Elles ont été présentées le 27 novembre 2007, dans le même temps que Sumi, la mascotte officielle des Jeux paralympiques de 2010. Une autre mascotte dénommée « Mukmuk », bien que non officielle, rencontre un certain succès commercial pendant les Jeux. Elle est inspirée d'une marmotte rare et menacée de disparation uniquement présente sur l'île de Vancouver.
Les Jeux sont sponsorisés par 9 partenaires mondiaux, 6 partenaires nationaux et 37 fournisseurs officiels qui apportent un soutien financier ainsi que des biens et des services aux organisateurs des Jeux. Au total, les recettes du sponsoring sont évaluées à 524 millions d'euros.

### Médias

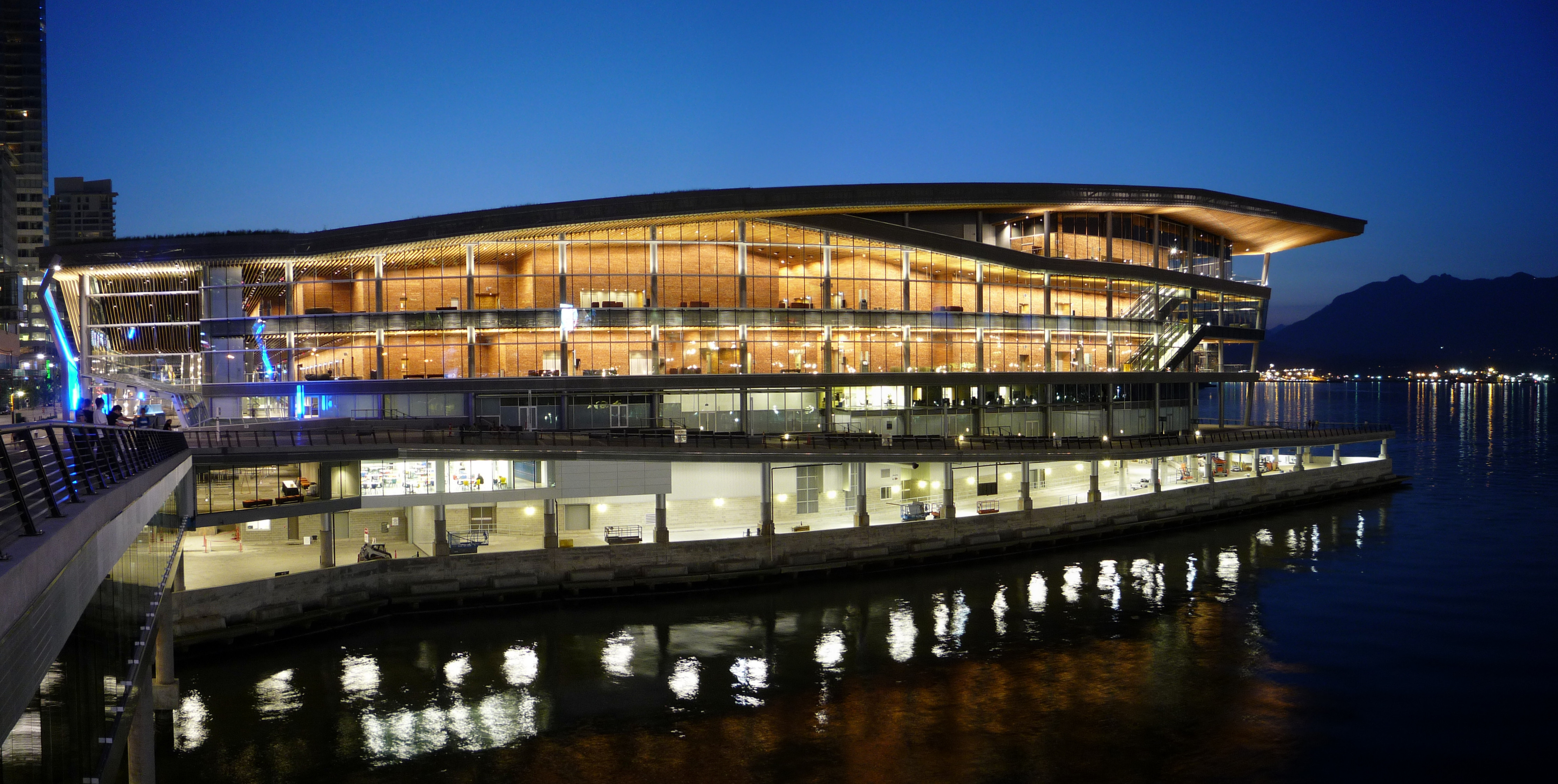
Les bâtiments du Vancouver Convention Centre accueillent le Centre principal des médias pendant les Jeux.

Les Jeux de Vancouver sont couverts par 10 800 représentants des médias accrédités, dont 2 803 membres de la presse écrite. Deux centres des médias sont mis à la disposition des journalistes, l'un à Vancouver, l'autre à Whistler. Situé dans les bâtiments du Vancouver Convention Centre, sur la rive de la baie Burrard, le Centre principal des médias (CPM) regroupe le Centre international de radio et de télévision (IBC/CIRTV) et le Centre principal de presse (MPC/CPP). Près de 7 000 diffuseurs et techniciens chargés de la couverture radiophonique et télévisée ainsi que 2 800 membres de la presse écrite et photographique y sont accueillis dans un espace aménagé de 46 650 m2. Le Centre des médias de Whistler (CMW) est situé en centre-ville, dans les locaux du Whistler Conference Centre.
Le Service olympique de radiotélévision (OBS) assure la fonction de diffuseur hôte pour la première fois dans l'histoire des Jeux d'hiver. Les Jeux sont diffusés par 235 chaînes dans 220 pays, soit 20 pays de plus qu'à Turin en 2006. Au total, 900 heures de retransmissions en direct sont émises par OBS et les Jeux sont suivis par 3,5 milliards de téléspectateurs. Plus de cent sites assurent la couverture médiatique des Jeux sur Internet en proposant des programmes dédiés aux épreuves olympiques et concentrent près d'1,2 milliard de pages visitées.
Les droits de télédiffusion s'élèvent à un montant de 1,128 milliard de dollars canadiens, ce qui représente 823 millions d'euros. La chaîne américaine NBC, diffuseur exclusif aux États-Unis, a dépensé 820 millions de dollars canadiens, soit près de 73 % des droits totaux.

### Transports
Pendant les Jeux, l'accès à la région se fait principalement par le biais de l'aéroport international de Vancouver, qui enregistre jusqu'à 8 000 arrivées de passagers par heure. Le déplacement par les airs est assuré entre Vancouver et Whistler grâce à la piste d'atterrissage au village de Pemberton, proche de Whistler, mais également par hydravion et par hélicoptère. Pour faciliter les communications entre les sites de compétition de Vancouver et Whistler, des travaux sont entrepris sur l'autoroute 99 (également appelée Sea to sky highway) qui relie ces deux villes. Ces travaux consistent en l'aménagement de trois voies de circulation sur l'ensemble du tracé, pour un montant total de 387 millions de dollars canadiens. Par ailleurs, la mise en place d'un système de circulation en bac entre Vancouver et la ville de Squamish, située à mi-chemin entre Vancouver et Whistler, permet de désengorger le trafic pendant la durée des Jeux. Afin de réduire le nombre de véhicules sur la route, le comité d'organisation encourage également les spectateurs à se déplacer par le biais du transport en commun. Le transport sur les sites est ainsi inclus dans le billet d'accès aux épreuves. La ligne de métro Canada Line est créée entre l'aéroport et le centre de Vancouver. Pendant les Jeux, le fournisseur de services de transport en commun de la métropole de Vancouver, la société TransLink, enregistre 1,5 million de voyageurs par jour, soit le double de la fréquentation habituelle sur le réseau. De même, la société BC Transit, qui fournit le service sur l'ensemble de la province compte cinq fois plus d'utilisateurs pendant la durée des Jeux.

### Nations participantes

82 nations participent aux Jeux.
Pays participant pour la première fois.
Pays ayant déjà participé.

Quatre-vingt-deux nations envoient une délégation à Vancouver, pour un total de 2 566 athlètes dont 1 522 hommes et 1 044 femmes. Les femmes représentent 40,68 % des athlètes participants, soit la plus grande part depuis la création des Jeux d'hiver en 1924.
Avec deux pays et 69 athlètes de plus que lors des Jeux de 2006, cela constitue un record de participation pour les Jeux d'hiver à l'époque,. Cinq nations participent à des Jeux olympiques d'hiver pour la première fois : la Colombie, le Ghana, les îles Caïmans, le Pakistan et le Pérou,,,,,.
Le Monténégro et la Serbie portent pour la première fois leur propre drapeau, après la dissolution de la Serbie-et-Monténégro en 2006,. Le Luxembourg, Costa Rica, les Îles Vierges américaines, le Kenya, Madagascar et le Venezuela, présents aux Jeux de 2006, ne participent pas en 2010,,,,,.
| Afrique                                                                                 | Amérique | Asie | Europe | Océanie                                  |
| --------------------------------------------------------------------------------------- | --- | --- | --- | ---------------------------------------- |
| - Afrique du Sud (2) - Algérie (1) - Éthiopie (1) - Ghana (1) - Maroc (1) - Sénégal (1) | - Argentine (7) - Bermudes (1) - Brésil (5) - Canada (206) - Chili (3) - Colombie (1) - États-Unis (216) - Îles Caïmans (1) - Jamaïque (1) - Mexique (1) - Pérou (3) | - Chine (90) - Corée du Nord (2) - Corée du Sud (46) - Hong Kong (1) - Inde (3) - Iran (4) - Japon (94) - Kazakhstan (38) - Kirghizistan (2) - Liban (3) - Mongolie (2) - Népal (1) - Ouzbékistan (3) - Pakistan (1) - Tadjikistan (1) - Taipei chinois (1) | - Albanie (1) - Allemagne (153) - Andorre (6) - Arménie (4) - Autriche (82) - Azerbaïdjan (2) - Belgique (8) - Biélorussie (50) - Bosnie-Herzégovine (5) - Bulgarie (18) - Chypre (2) - Croatie (18) - Danemark (18) - Espagne (18) - Estonie (32) - Finlande (95) - France (108) - Géorgie (12) - Grande-Bretagne (52) - Grèce (7) - Hongrie (16) - Irlande (6) - Islande (4) - Israël (3) - Italie (109) - Lettonie (54) - Liechtenstein (6) - Lituanie (6) - Macédoine du Nord (3) - Moldavie (8) - Monaco (3) - Monténégro (1) - Norvège (99) - Pays-Bas (34) - Pologne (50) - Portugal (1) - Roumanie (29) - Russie (179) - Saint-Marin (1) - Serbie (10) - Slovaquie (73) - Slovénie (49) - Suède (108) - Suisse}} (146) - Tchéquie (93) - Turquie (5) - Ukraine (47) | - Australie (41) - Nouvelle-Zélande (16) |
| 6 pays                                                                                  | 11 pays | 16 pays | 47 pays | 2 pays                                   |

## Déroulement

### Relais de la flamme olympique

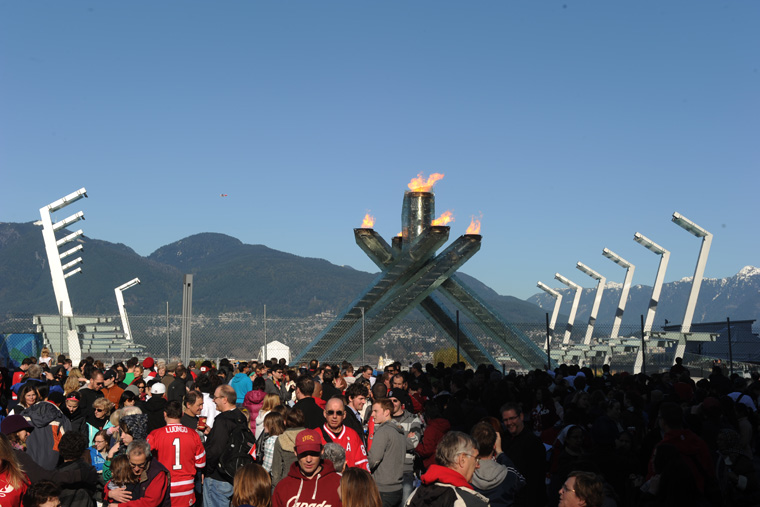
La foule se presse devant la vasque olympique, au centre-ville de Vancouver, le 22 février 2010.

Conformément à la tradition, la torche olympique est allumée par les rayons du soleil lors d'une cérémonie organisée au temple d'Héra, à Olympie en Grèce, le 22 octobre 2009. Le premier porteur de la flamme est un skieur alpin grec, Vassílis Dimitriádis. Après un court relais protocolaire en Grèce, le Comité olympique hellénique confie la flamme au COVAN lors d'une cérémonie qui se tient à Athènes le 29 octobre, avant que la torche ne soit acheminée par avion jusqu'au Canada. Le relais de la flamme sur le sol canadien débute le lendemain à Victoria, en Colombie-Britannique, pour un parcours total de 45 000 kilomètres, ce qui en fait le relais national le plus long de l'histoire des Jeux olympiques. Plus de 12 000 personnes participent au relais de la flamme, qui traverse notamment 188 communautés autochtones dans le but de promouvoir les Jeux sur l'ensemble du territoire canadien.
Le relais est sponsorisé par Coca-Cola et la Banque royale du Canada (RBC), qui mettent en place les programmes de candidature permettant de sélectionner les porteurs du flambeau. Ce dernier, qui mesure près d'un mètre, est inspiré des lignes définies que laisse un skieur dans la neige après avoir dévalé une montagne et des ondulations du paysage canadien. La société aérospatiale canadienne Bombardier met au point la technologie qui permet à la flamme de brûler continuellement tout au long du parcours.

### Calendrier
Les Jeux olympiques d'hiver de 2010 se déroulent du vendredi 12 au dimanche 28 février. Ils s'étendent donc sur dix-sept jours et trois week-ends, comme les éditions précédentes. Le nombre d'épreuves passe de 84 en 2006 à 86 en 2010, après l'ajout en ski acrobatique d'une course de skicross chez les hommes et chez les femmes. Le skicross est la seule nouveauté retenue, alors qu'il avait été envisagé d'intégrer d'autres nouvelles épreuves, comme le saut à ski féminin, le relais mixte en biathlon ou le ski alpin par équipes.
| CO | Cérémonie d'ouverture | ● | Épreuve(s) | 1 | Finale d'épreuve officielle | CC | Cérémonie de clôture |

| février 2010                         | 12 Ven | 13 Sam | 14 Dim | 15 Lun | 16 Mar | 17 Mer | 18 Jeu | 19 Ven | 20 Sam | 21 Dim | 22 Lun | 23 Mar | 24 Mer | 25 Jeu | 26 Ven | 27 Sam | 28 Dim | Épreuves |
| ------------------------------------ | ------ | ------ | ------ | ------ | ------ | ------ | ------ | ------ | ------ | ------ | ------ | ------ | ------ | ------ | ------ | ------ | ------ | -------- |
| Cérémonies                           | CO     |        |        |        |        |        |        |        |        |        |        |        |        |        |        |        | CC     | —        |
| Biathlon                             |        | 1      | 1      |        | 2      |        | 2      |        |        | 2      |        | 1      |        |        | 1      |        |        | 10       |
| Bobsleigh                            |        |        |        |        |        |        |        |        | ●      | 1      |        | ●      | 1      |        | ●      | 1      |        | 3        |
| Combiné nordique                     |        |        | 1      |        |        |        |        |        |        |        |        | 1      |        | 1      |        |        |        | 3        |
| Curling                              |        |        |        |        | ●      | ●      | ●      | ●      | ●      | ●      | ●      | ●      |        | ●      | 1      | 1      |        | 2        |
| Hockey sur glace                     |        | ●      | ●      | ●      | ●      | ●      | ●      | ●      | ●      | ●      | ●      | ●      | ●      | 1      | ●      | ●      | 1      | 2        |
| Luge                                 |        | ●      | 1      | ●      | 1      | 1      |        |        |        |        |        |        |        |        |        |        |        | 3        |
| Patinage artistique                  |        |        | ●      | 1      | ●      |        | 1      | ●      |        | ●      | 1      | ●      |        | 1      |        |        |        | 4        |
| Patinage de vitesse                  |        | 1      | 1      | 1      | 1      | 1      | 1      |        | 1      | 1      |        | 1      | 1      |        |        | 2      |        | 12       |
| Patinage de vitesse sur piste courte |        | 1      |        |        |        | 1      |        |        | 2      |        |        |        | 1      |        | 3      |        |        | 8        |
| Saut à ski                           | ●      | 1      |        |        |        |        |        | ●      | 1      |        | 1      |        |        |        |        |        |        | 3        |
| Skeleton                             |        |        |        |        |        |        | ●      | 2      |        |        |        |        |        |        |        |        |        | 2        |
| Ski acrobatique                      |        | 1      | 1      |        |        |        |        |        | ●      | 1      | ●      | 1      | 1      | 1      |        |        |        | 6        |
| Ski alpin                            |        |        |        | 1      |        | 1      | 1      | 1      | 1      | 1      |        | 1      |        | 1      | 1      | 1      |        | 10       |
| Ski de fond                          |        |        |        | 2      |        | 2      |        | 1      | 1      |        | 2      |        | 1      | 1      |        | 1      | 1      | 12       |
| Snowboard                            |        |        |        | 1      | 1      | 1      | 1      |        |        |        |        |        |        |        | 1      | 1      |        | 6        |
| Nombre de finales/jour               | 0      | 5      | 5      | 6      | 5      | 7      | 6      | 4      | 6      | 6      | 4      | 5      | 5      | 6      | 7      | 7      | 2      |          |
| Total cumulé                         | 0      | 5      | 10     | 16     | 21     | 28     | 34     | 38     | 44     | 50     | 54     | 59     | 64     | 70     | 77     | 84     | 86     | 86       |

### Conditions météorologiques
Les conditions météorologiques et en particulier l'enneigement sont une source d'inquiétudes pour le comité d'organisation avant le début des Jeux. Le courant El Niño qui réchauffe les eaux de l'océan Pacifique apporte une douceur relative dans la région de Vancouver, avec une température moyenne de 4,8 °C au mois de février. Une semaine avant l'ouverture des Jeux, 300 camions sont réquisitionnés afin de préparer les pistes de Cypress Mountain en y apportant plusieurs tonnes de neige. Le site n'est prêt que deux jours avant le début des compétitions, obligeant les skieurs à s'entraîner sur les pistes de Whistler. Des opérations similaires sont menées à Whistler et de l'eau est injectée dans la piste de la descente masculine afin qu'elle durcisse et qu'elle fonde moins facilement.
Les mauvaises conditions météorologiques entraînent le report de cinq épreuves en ski alpin, dont la descente masculine. De même, plusieurs centaines de billets pour les épreuves de ski acrobatique et de snowboard disputées à Cypress Mountain sont annulés car la zone prévue pour accueillir les spectateurs est rendue dangereuse par les fortes pluies qui se sont abattues sur la région au début des Jeux.

### Cérémonie d'ouverture

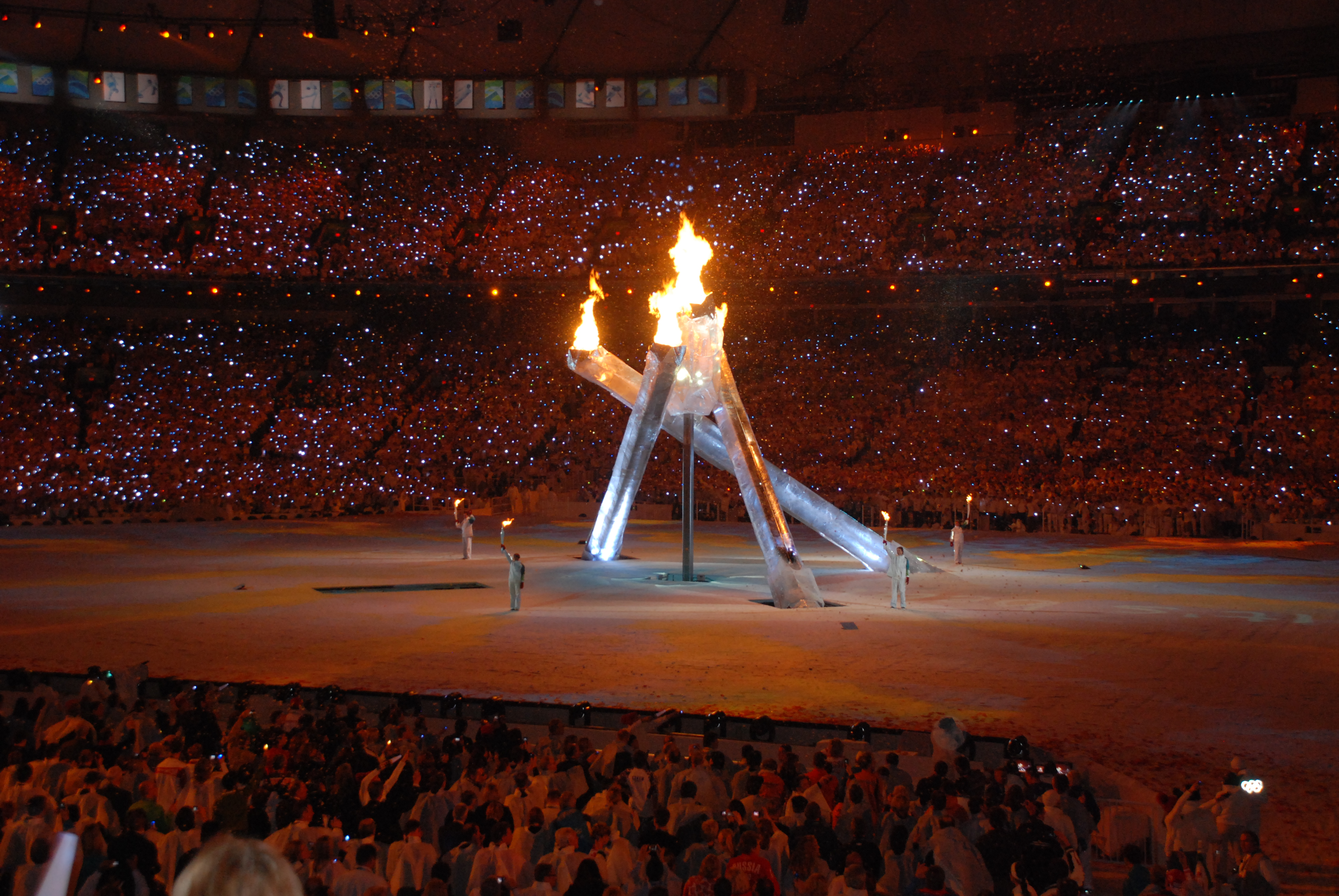
Catriona Le May Doan, Nancy Greene, Steve Nash et Wayne Gretzky allument la vasque olympique dans le BC Place Stadium le 12 février 2010.

La cérémonie d'ouverture a lieu le 12 février dans le BC Place Stadium de Vancouver devant 60 000 personnes. Dirigée par David Atkins, elle est la première cérémonie olympique à se dérouler dans une enceinte couverte. Le programme, composé de cérémonies et de présentations artistiques, met en lumière la diversité culturelle et linguistique du Canada et de la région de Vancouver, avec un hommage aux Premières Nations Lil'wat, Musqueam, Squamish et Tsleil-Waututh.
Le coup d'envoi de la cérémonie est donné par un compte à rebours déclenché par le passage d'un snowboardeur à travers des anneaux olympiques géants. Après l'interprétation de l'hymne canadien, des membres des quatre Premières Nations accueillent les Jeux au cœur d'un tableau mettant en scène quatre mâts totémiques, représentant chacun un de ces peuples. Comme le veut la tradition, la Grèce, berceau des Jeux olympiques, ouvre le défilé des 82 délégations présentes à Vancouver, tandis que les Canadiens, en tant que pays hôte, sont les derniers à faire leur entrée dans le stade. La cérémonie se poursuit avec comme thème « le paysage d'un rêve », visant à présenter la diversité des paysages canadiens. Après l'entrée du drapeau olympique, une minute de silence a été respectée et les drapeaux mis en berne à la mémoire du lugeur géorgien Nodar Kumaritashvili, décédé quelques heures plus tôt dans un accident survenu pendant les entraînements. Au cours de son discours, le président du comité d'organisation John Furlong s'adresse aux athlètes : « Vous avez maintenant le fardeau supplémentaire de briller et d'être unis avec votre collègue décédé Nodar. Portez son rêve olympique sur vos épaules et concourrez avec son esprit en vos cœurs ».
La gouverneure générale du Canada Michaëlle Jean déclare ouverts les XXIes Jeux olympiques d'hiver selon la formule traditionnelle, d'abord en Français puis en Anglais (langues officielles au Canada) . La hockeyeuse canadienne Hayley Wickenheiser et le juge de patinage de vitesse Michel Verrault prêtent serment avant l'allumage de la vasque olympique. Le hockeyeur Wayne Gretzky, dernier relayeur de la flamme, allume la vasque en compagnie de la skieuse Nancy Greene et du basketteur Steve Nash, tandis qu'un problème technique empêche Catriona Le May Doan, la quatrième sportive présente, d'allumer sa partie de la vasque. La cérémonie se déroulant dans un stade fermé, Wayne Gretzky transporte la flamme olympique pour allumer la vasque qui va brûler pendant toute la durée des Jeux sur la Jack Poole Plaza, située en bord de mer, à proximité du port de Vancouver.

### Épreuves

#### Biathlon

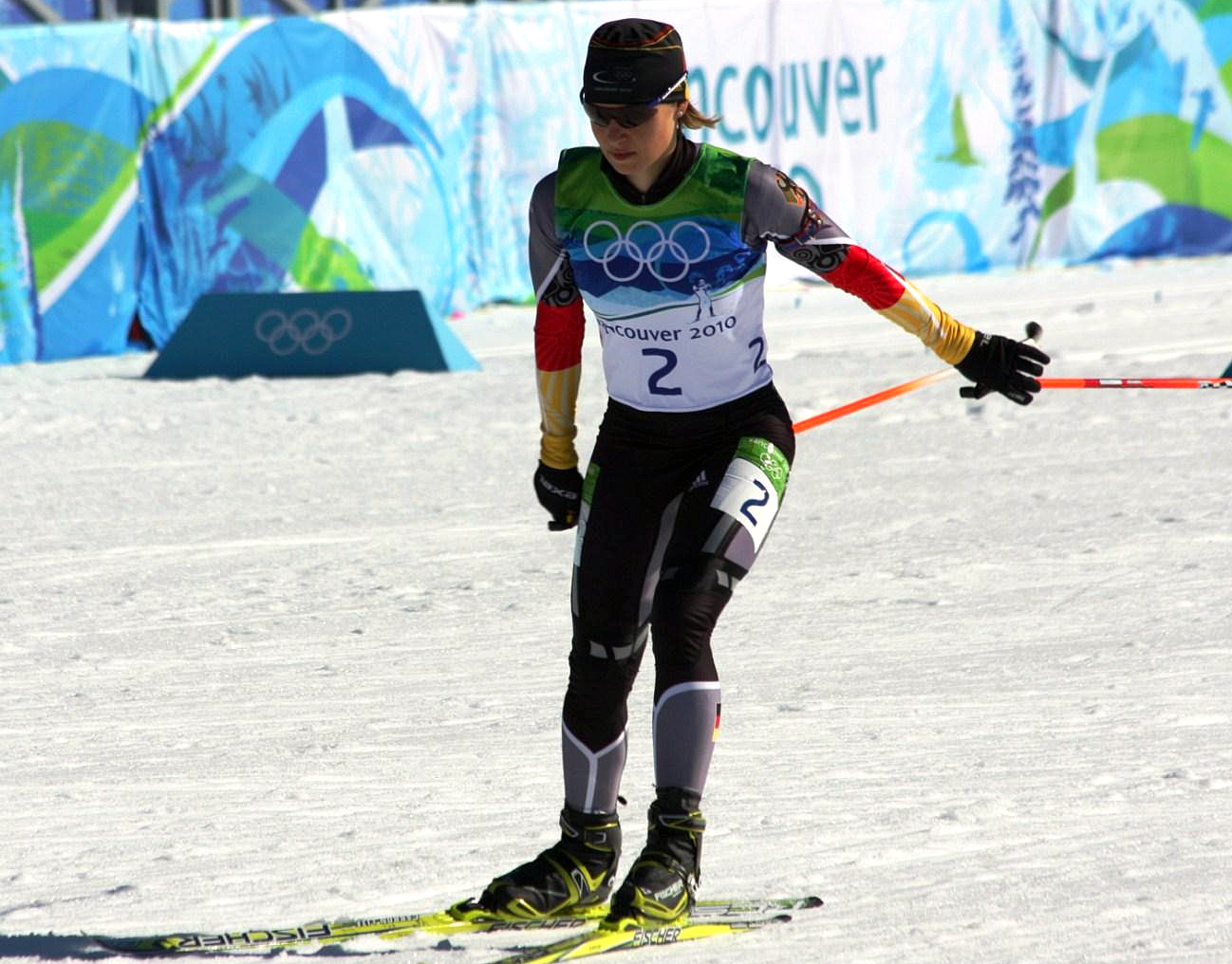
Magdalena Neuner apporte deux médailles d'or et une médaille d'argent à l'Allemagne.

Les compétitions de biathlon ont lieu au Parc olympique de Whistler. Dix épreuves (dont huit individuelles) sont au programme : l'individuel, le sprint, la poursuite, le départ groupé et le relais, pour les hommes et pour les femmes. Elles sont disputées par 204 athlètes, 105 hommes et 99 femmes, de 37 pays différents. La France, qui remporte six médailles dont une d'or, est la nation la plus médaillée.
La première épreuve disputée est celle du 7,5 km sprint féminin le 13 février. Malgré un tir raté, Anastasia Kuzmina crée la surprise en remportant la première victoire de sa carrière dans une compétition majeure et apporte à la Slovaquie le premier titre olympique d'hiver de son histoire. La Française Marie Dorin se classe troisième en réalisant un sans faute, juste derrière la grande favorite allemande de ces Jeux, Magdalena Neuner, médaille d'argent. Cette dernière gagne la poursuite 10 km disputée trois jours plus tard en devançant Kuzmina, alors que les deux biathlètes ont chacune manqué deux cibles. La médaille de bronze revient à une autre Française, Marie-Laure Brunet. La Norvégienne Tora Berger, cinquième de la poursuite, remporte quant à elle le 15 km individuel devant la surprenante Kazakhe Ielena Khroustaliova et la Biélorusse Darya Domracheva, l'une des meilleures biathlètes du circuit mondial depuis deux saisons. Le 21 février, tout en ayant manqué deux cibles, Magdalena Neuner s'offre un second titre olympique en surclassant le départ groupé 12,5 km. La Russe Olga Zaïtseva prend la médaille d'argent devant une autre Allemande, Simone Hauswald. Bien que Neuner renonce à disputer le relais 4 × 6 km au profit de Martina Beck, l'Allemagne monte sur la troisième marche du podium. Les Russes emmenées par Zaïtseva se montrent les plus rapides, juste devant les Françaises.
Chez les hommes, Vincent Jay profite des conditions météorologiques favorables aux premiers coureurs à s'élancer pour offrir à la France sa première médaille d'or dans ces Jeux. Il réalise un sans faute au tir, ce qui n'est pas le cas du Norvégien Emil Hegle Svendsen, l'un des favoris pour ce titre du 10 km sprint, qui manque une cible mais parvient néanmoins à prendre la médaille d'argent. Le bronze revient au Croate Jakov Fak. Biathlète le plus titré aux Jeux avec 9 médailles acquises avant le début de cette édition, Ole Einar Bjørndalen est pris dans la tempête comme la plupart des favoris et ne se classe que 17e,. Dans la poursuite 12,5 km, le Suédois Björn Ferry qui s'élance en huitième position avec 1 min 12 s de retard sur Vincent Jay remonte jusqu'à la première place et s'impose devant l'Autrichien Christoph Sumann. Malgré deux cibles manquées, Vincent Jay parvient à conserver quelques secondes d'avance sur le second Autrichien Simon Eder et décroche sa deuxième médaille olympique en trois jours. La Norvège, nation phare du biathlon, reprend le pouvoir à l'occasion de l'individuel 20 km. Svendsen et Bjørndalen se classent respectivement premier et second. Le Biélorusse Siarheï Novikaw, arrivé dans le même temps que Bjørndalen, partage la médaille d'argent avec ce dernier, aucune médaille de bronze n'étant alors décernée. Le départ groupé 15 km est initialement remporté par le Russe Evgeny Ustyugov, sans faute au tir, qui devance de 10 secondes le jeune Martin Fourcade qui a quant à lui manqué trois fois la cible. Le Slovaque Pavol Hurajt arrive en troisième position alors qu'il n'était plus monté sur le podium en coupe du monde depuis six ans. Cependant Ustyugov sera disqualifié ultérieurement pour dopage, la sanction étant confirmée en 2024 et définitivement validée en 2025, après des années de procédures et recours. Par conséquent Fourcade troque la médaille d'argent pour la médaille d'or et Hurajt celle de bronze pour l'argent tandis que l'Autrichien Christoph Sumann récupère finalement la médaille de bronze. Dans le relais 4x7,5 km, la Norvège d'Emil Hegle Svendsen, Ole Einar Bjørndalen, Tarjei Bø et Halvard Hanevold domine l'Autriche et la Russie, 2e et 3e. La disqualification d'Ustyugov de toutes les courses qu'il a disputées entre 2010 et 2014 entraînant également celle du relais russe au sein duquel il était aligné, la médaille de bronze revient finalement à la Suède.

#### Bobsleigh

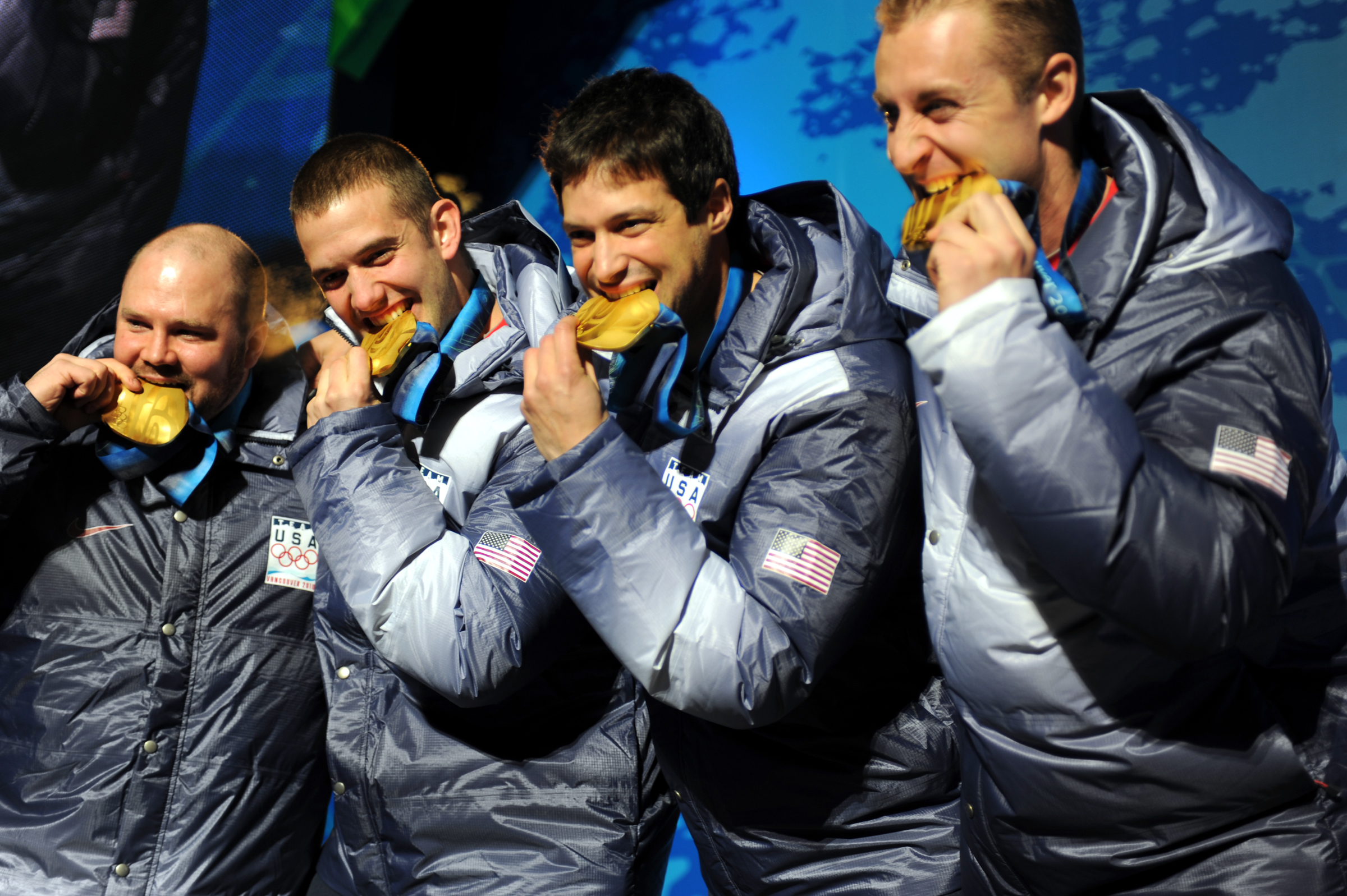
Les membres de l'équipage américain savourent la médaille d'or obtenue en bob à quatre.

Les deux épreuves masculines de bobsleigh, à deux et à quatre, ainsi que l'épreuve féminine à deux se déroulent sur la piste du Centre des sports de glisse de Whistler. 159 athlètes de 23 pays y prennent part. L'Allemagne et le Canada dominent les épreuves : ces deux nations remportent chacune trois médailles, dont une en or.
Les deux premières manches de l'épreuve masculine de bob à deux ont lieu le samedi 20 février. À l'issue de ces deux manches, les Allemands André Lange et Kevin Kuske, deux fois médaillés d'or à Turin en 2006, s'installent en tête de la compétition devant leurs compatriotes Thomas Florschütz et Richard Adjei et l'équipage russe d'Aleksandr Zubkov et Alekseï Voïevoda. Le podium reste inchangé après les deux dernières manches qui se déroulent le lendemain. En réalisant les quatre descentes de la piste de 1 450 m en 3 min 26 s 65, André Lange et Kevin Kuske remportent leur quatrième titre olympique,.
Après le doublé allemand en bob à deux masculin, les spectateurs assistent à un doublé canadien en bob à deux féminin les 23 et 24 février. Kaillie Humphries et Heather Moyse, en tête dès la première manche, dominent entièrement la compétition et s'imposent avec près d'une seconde d'avance sur l'autre équipage canadien, composé de Helen Upperton et Shelley-Ann Brown. Le bob américain de Erin Pac et Elana Meyers prend la troisième place.
À nouveau favori dans l'épreuve de bob à quatre après avoir dominé les entraînements,, l'équipage allemand piloté par André Lange est pourtant devancé dans la première manche par le bob américain de Steven Holcomb et le bob canadien de Lyndon Rush. Steven Holcomb et ses trois coéquipiers, Justin Olsen, Steve Mesler et Curtis Tomasevicz, conservent la tête de la compétition tout au long des quatre manches pour remporter la médaille d'or. Les Canadiens sont finalement devancés dans la dernière manche par l'équipage d'André Lange et doivent se contenter de la médaille de bronze.

#### Combiné nordique

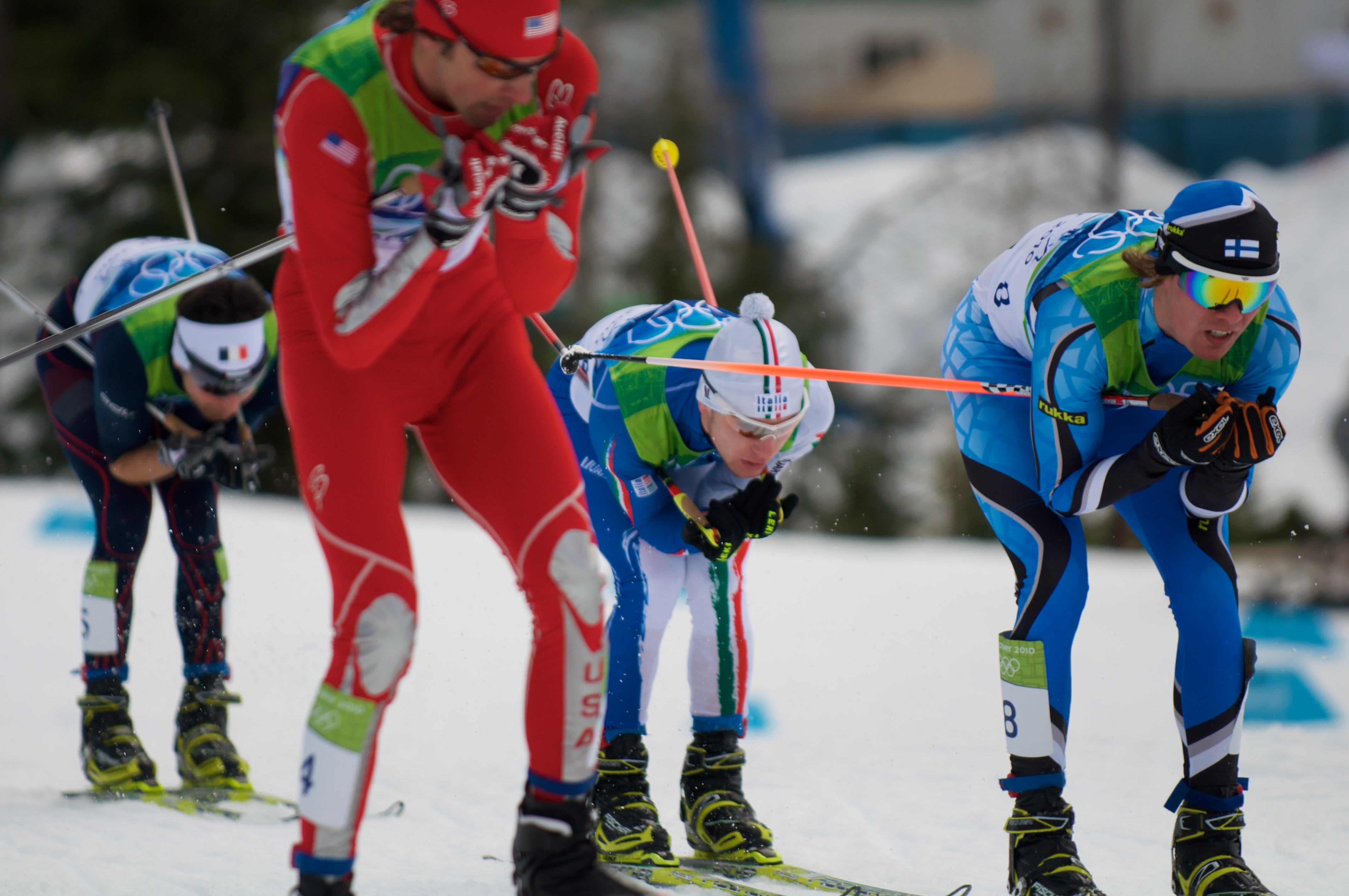
Le groupe de tête dans l'individuelle sur tremplin normal, emmené par l'Américain Johnny Spillane qui remporte trois médailles lors de ces Jeux.

Le parc olympique de Whistler accueille les épreuves de combiné nordique, qui rassemblent 52 skieurs de 14 pays, uniquement des hommes. Trois épreuves sont programmées : l'individuelle sur tremplin normal, l'individuelle sur grand tremplin et l'épreuve par équipes. Quatrième des Jeux de Turin et leader du classement général de la Coupe du monde en ayant remporté cinq victoires, le Français Jason Lamy-Chappuis est un des principaux favoris de la compétition,, de même que l'Autrichien Felix Gottwald, médaillé d'or en individuel et par équipes à Turin, ou le Norvégien Magnus Moan, réputé pour être l'un des athlètes les plus rapides sur les skis.
L'épreuve individuelle sur tremplin normal est programmée le 14 février. Le Finlandais Janne Ryynänen est premier après le saut devant l'Américain Todd Lodwick, champion du monde en 2009, et l'Autrichien Christoph Bieler. Les skieurs partent ensuite dans l'ordre du classement du saut à ski pour les 10 km de ski de fond. Alors qu'il s'élance en 5e position, avec 46 secondes de retard sur le Finlandais Ryynänen, Jason Lamy-Chappuis revient rapidement sur le groupe de tête en compagnie des Américains Todd Lodwick, Johnny Spillane et Bill Demong. Dans le sprint final, Lamy-Chappuis domine ses adversaires pour remporter la médaille d'or, 18 ans après son compatriote Fabrice Guy. Johnny Spillane décroche la médaille d'argent et l'Italien Alessandro Pittin la médaille de bronze,.
L'épreuve par équipes est disputée par dix nations le 23 février. Le nombre d'athlètes par équipes est de quatre et la distance courue par chaque relayeur en ski de fond est de 5 km. Après le saut, les Finlandais de Janne Ryynänen mènent de peu : ils s'élancent dans le relais avec seulement deux secondes d'avance sur les Américains. Les Autrichiens sont à 36 secondes, les Japonais à 41 secondes, les Français à 43 secondes et les Allemands à 45 secondes. Dès le deuxième passage, les États-Unis et l'Autriche se portent seuls en tête. Le dernier relayeur autrichien Mario Stecher prend le meilleur sur Bill Demong et offre à son pays la médaille d'or ; les Américains se contentent alors de la 2e place. La médaille de bronze revient aux Allemands qui gagnent ainsi trois places par rapport à leur classement après le concours de saut. Les Français terminent au pied du podium et les Finlandais ne se placent qu'au septième rang,.
Le déroulement de l'épreuve individuelle sur grand tremplin, le 25 février, suscite la polémique. Les organisateurs décident d'interrompre le concours de saut après le passage des 31 premiers concurrents en raison des conditions météorologiques et de le recommencer dans son intégralité une heure plus tard. La neige et le vent perturbent les derniers sauteurs, parmi lesquels se trouvent les principaux favoris. Champion olympique sur tremplin normal, Jason Lamy-Chappuis ne se classe que 29e et doit s'élancer dans l'épreuve de ski de fond avec un retard de 2 min 29 s sur l'Autrichien Bernhard Gruber, auteur du meilleur saut. Dans la course de ski de fond, le leader autrichien est rapidement rattrapé par les Américains Spillane et Demong. À moins de 500 mètres de la ligne, Bill Demong s'échappe pour remporter le titre olympique. Johnny Spillane offre le doublé aux États-Unis alors que Bernhard Gruber se contente de la médaille de bronze,.
Alors que les États-Unis n'avaient jamais remporté de médailles en combiné nordique, ils en récoltent quatre à Vancouver, confirmant les bons résultats obtenus par les skieurs américains sur les épreuves de Coupe du monde.

#### Curling

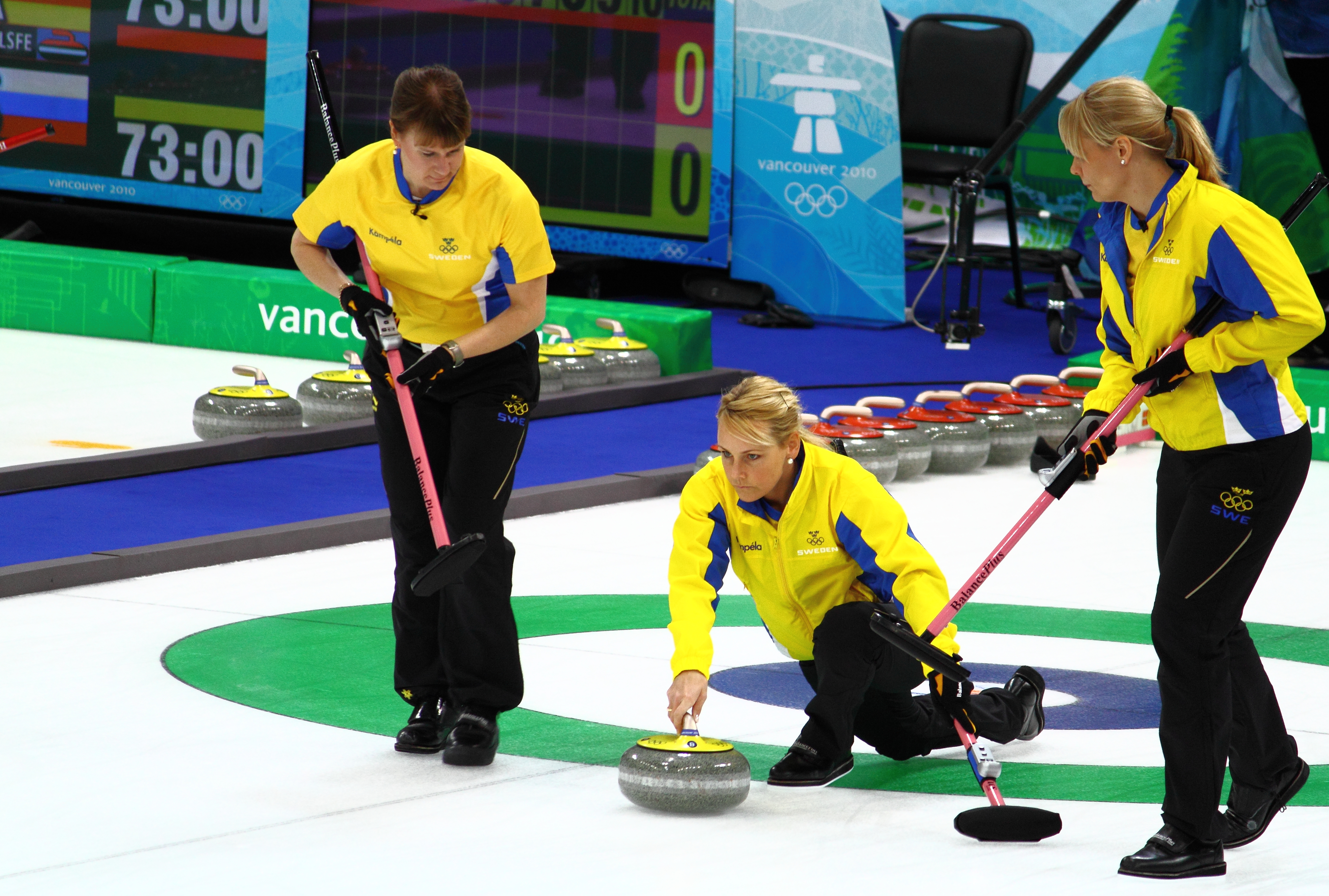
L'équipe féminine de Suède obtient la médaille d'or.

Les tournois masculin et féminin de curling, réunissant chacun dix équipes, sont disputés au Centre olympique/paralympique de Vancouver. Au premier tour, chaque équipe affronte les neuf autres, les quatre meilleures équipes se qualifiant pour les demi-finales.
Dans le tournoi masculin, l'équipe du Canada championne du monde en 2007 et 2008 et tenante du titre assume son statut de favori en remportant neuf victoires en autant de matchs, se qualifiant aisément pour les demi-finales. La Norvège et la Suisse sont elles aussi qualifiées, tandis que la Suède et la Grande-Bretagne, à égalité au terme de ce premier tour, s'affronte dans un match décisif dont la Suède sort vainqueur. En demi-finales, les Canadiens éliminent les Suédois sur le score de 6 à 3, alors que la Norvège bat la Suisse 7 à 5. Emmené par son capitaine Kevin Martin, le Canada s'offre un nouveau titre olympique en dominant les Norvégiens 6-3. Dans le match pour la troisième place, la Suisse décroche la médaille de bronze de justesse face à la Suède, en s'imposant sur le score de 5-4.
Dans le tournoi féminin, les Canadiennes prennent également le meilleur départ avec huit victoires et une défaite lors du premier tour. Elles devancent les Suédoises, championnes olympiques en titre, qui remportent sept victoires en neuf matchs. Les Chinoises se qualifient elles aussi pour les demi-finales, de même que les Suissesses, qui avaient pourtant débuté la compétition par trois défaites, avant d'enchaîner six victoires consécutives pour décrocher la quatrième place qualificative. En demi-finales, la Suède domine largement la Chine sur le score de 9-4, tandis que les Canadiennes s'imposent de justesse face à la Suisse. Dans une finale très disputée, les Suédoises menées par Anette Norberg prennent le dessus sur les Canadiennes en s'imposant 7 à 6 et obtiennent ainsi leur deuxième médaille d'or consécutive. Dans le match pour la troisième place, les Chinoises inscrivent 12 points face à la Suisse, une victoire qui leur offre la médaille de bronze.

#### Hockey sur glace

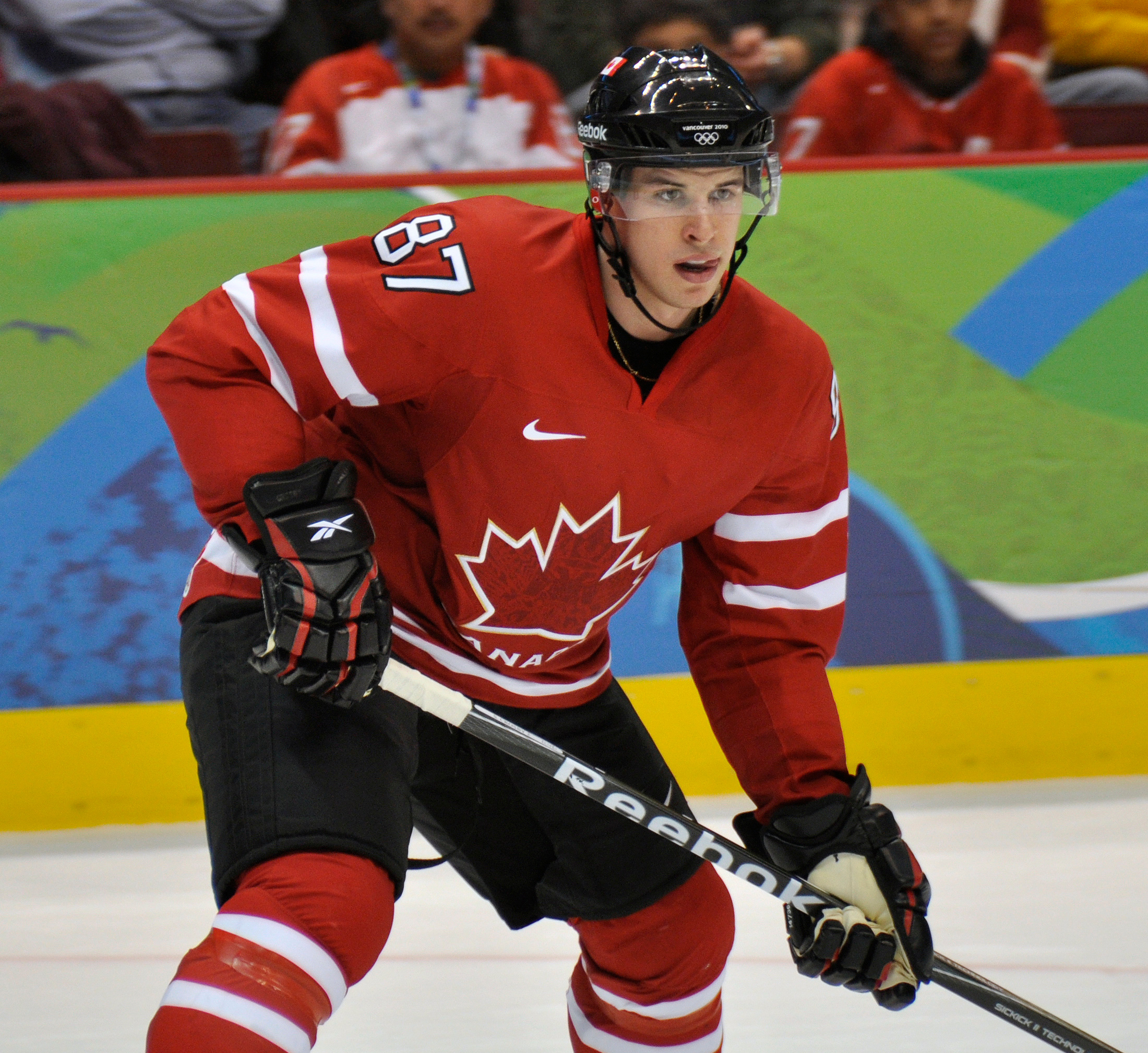
En inscrivant le troisième but de son équipe face aux États-Unis, Sidney Crosby offre la médaille d'or au Canada.

Les matchs de hockey sur glace se disputent dans la Place Hockey du Canada et l'UBC Thunderbird Arena, toutes deux situées à Vancouver. Douze équipes y participent chez les hommes et huit chez les femmes. Une décision prise par la Fédération internationale de hockey sur glace approuve la proposition de jouer les matchs sur des patinoires aux dimensions nord-américaines, et non internationales, afin de limiter les coûts liés à la mise aux normes de ces patinoires et de permettre l'accueil d'un plus grand nombre de spectateurs.
Au début du tournoi, les douze équipes masculines sont séparées en trois groupes dans lesquels chaque pays affronte les trois autres. Les États-Unis dominent ce premier tour en remportant trois victoires en autant de matchs, dont un succès face au Canada sur le score 5-3. La Suède, qui compte elle aussi trois victoires, est directement qualifiée pour les quarts de finale, tout comme la Russie et la Finlande, respectivement 3e et 4e de ce premier tour. Les huit autres équipes doivent passer par un tour de qualification pour atteindre les quarts de finale : les quatre vainqueurs de ces matchs éliminatoires rejoignent les quatre équipes directement qualifiées. Le Canada s'impose 8-2 face à l'Allemagne et conserve sa place dans le tournoi. En quarts de finale, les Américains et les Finlandais se qualifient en battant respectivement la Suisse et la République tchèque, tandis que la Slovaquie, seulement 7e du premier tour, surprend la Suède, championne olympique en titre. Dans le choc de ces quarts de finale, les Canadiens remportent une large victoire face aux Russes, 7-3.
Comme à Salt Lake City en 2002, la finale oppose le Canada aux États-Unis, après la victoire du pays hôte sur la Slovaquie et celle des Américains sur la Finlande en demi-finales. Dans le match pour la troisième place, la Finlande, médaillée d'argent en 2009, domine la Slovaquie 5-3 et s'offre une nouvelle médaille olympique. La finale du tournoi masculin de hockey sur glace clôt les épreuves sportives lors de ces Jeux. Comme en 2002, le Canada remporte la médaille d'or aux dépens des Américains, grâce à un but de Sidney Crosby dans les prolongations.
Le tournoi féminin rassemble huit équipes divisées en deux groupes dans lesquels chaque pays affronte les trois autres. Le Canada survole le premier tour en inscrivant un total de 41 buts au cours de ses trois victoires. Les États-Unis, la Suède et la Finlande se qualifient eux aussi pour les demi-finales au terme de ce premier tour. Comme dans le tournoi masculin, le Canada et les États-Unis se retrouvent en finale. Les Canadiennes, déjà championnes olympiques en 2002 et 2006, remportent une troisième médaille d'or consécutive en s'imposant 2-0,. La Finlande remporte la médaille de bronze en battant la Suède, pour un podium identique dans les tournois masculin et féminin. Après la finale, le président du CIO Jacques Rogge émet la possibilité de ne pas programmer le tournoi féminin de hockey sur glace lors des Jeux suivants en jugeant que le niveau général du tournoi est trop faible et les écarts entre les différentes équipes trop importants. Le tournoi féminin sera finalement disputé aux Jeux olympiques de 2014 avec une nouvelle formule permettant des matchs plus équilibrés.

#### Luge

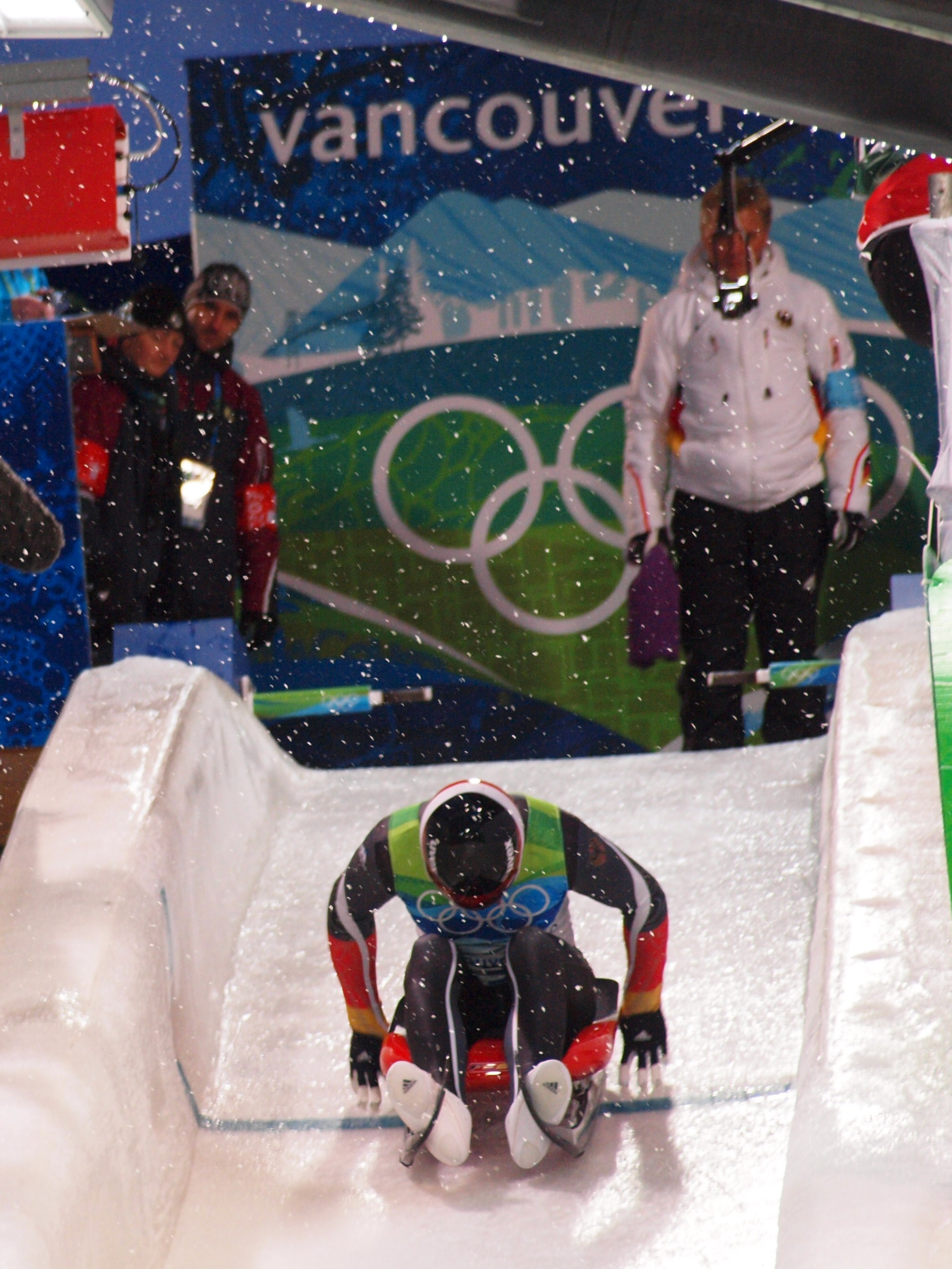
Départ d'un lugeur allemand pendant l'épreuve individuelle masculine.

Les épreuves de luge sont marquées par le décès à l'entraînement de Nodar Kumaritashvili. Éjecté de sa luge à la sortie du virage no 16, il entre en collision avec une poutre métallique située en bordure de la piste à plus de 140 km/h. Malgré les soins apportés, le lugeur géorgien succombe à ses blessures quelques heures avant la cérémonie d'ouverture. Kumaritashvili est le quatrième athlète à perdre la vie dans le cadre des Jeux d'hiver après le décès du skieur de vitesse suisse Nicolas Bochatay aux Jeux d'Albertville en 1992 et ceux du lugeur britannique Kazimierz Kay-Skrzypeski et du skieur alpin australien Ross Milne, survenus à Innsbruck en 1964. Bien que l'enquête menée après l'accident n'ait pas établi que la mort du lugeur était due à un défaut de la piste, des mesures d'urgence sont prises pour la sécuriser : la ligne de départ pour les hommes est abaissée à celle des épreuves féminines et le mur à la sortie de la courbe no 16 est relevé. La veille de la tragédie, la lugeuse roumaine Violeta Stramaturaru avait été hospitalisée après une sévère chute, confirmant la dangerosité de la piste.
L'épreuve masculine se déroule toutefois comme prévu les 13 et 14 février. Le double champion olympique italien Armin Zöggeler en est le principal favori, mais il doit se contenter de la médaille de bronze. L'Allemand Felix Loch, champion du monde en 2008 et 2009, remporte l'épreuve en signant le meilleur temps dans chacune des quatre séances. Il devance son compatriote David Möller.
L'Allemagne gagne une autre médaille d'or dans l'épreuve féminine grâce à Tatjana Hüfner, médaillée de bronze à Turin, qui domine l'Autrichienne Nina Reithmayer et une autre Allemande, Natalie Geisenberger. Dans l'épreuve de luge double, les frères autrichiens Andreas et Wolfgang Linger obtiennent leur second titre consécutif après celui de Turin, en devançant les Lettons Andris et Juris Šics et le duo Patric Leitner-Alexander Resch qui donne à l'Allemagne sa cinquième médaille dans la discipline lors de ces Jeux.

#### Patinage artistique

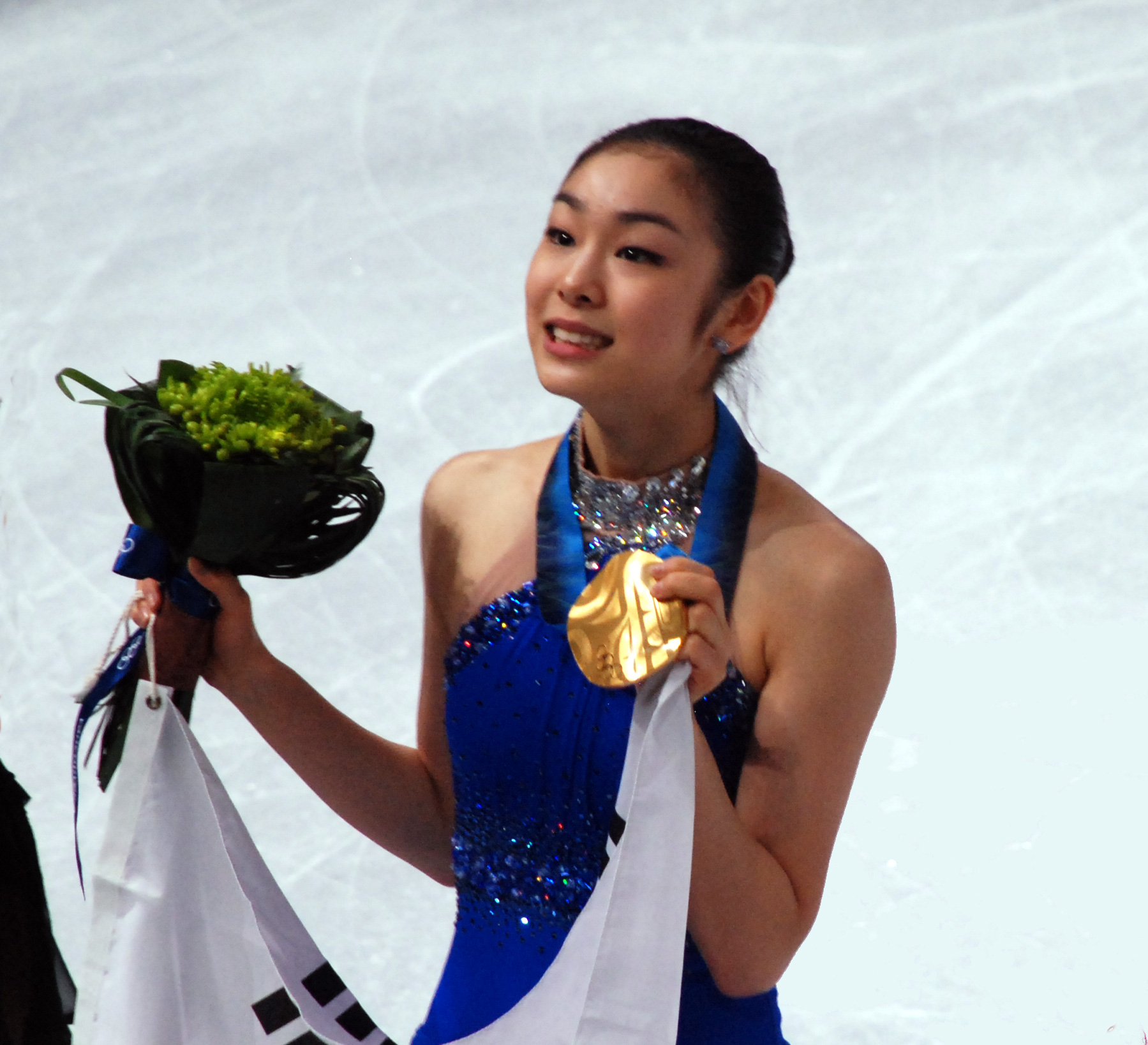
Kim Yuna obtient la médaille d'or et établit un nouveau record de points dans l'épreuve individuelle féminine.

Quatre épreuves de patinage artistique sont disputées à Vancouver : les épreuves individuelles masculine et féminine ainsi que l'épreuve par couples et la danse sur glace. Ces compétitions réunissent 146 patineurs dont autant d'hommes que de femmes et se déroulent au Pacific Coliseum de Vancouver. Ces Jeux sont marqués par le déclin des patineurs russes qui ne remportent que deux médailles, l'une en argent et l'autre en bronze, alors qu'ils avaient remporté 21 titres olympiques depuis les Jeux d'Innsbruck en 1964.
La première épreuve est celle des couples les 14 et 15 février. Médaillés de bronze à Salt Lake City et à Turin, les Chinois Zhao Hongbo et Shen Xue prennent la tête de la compétition dès le programme court avec près d'un point d'avance sur les champions du monde en titre allemands Aljona Savchenko et Robin Szolkowy. Le couple russe de Yuko Kavaguti et Alexandre Smirnov, champion d'Europe, prend la troisième place provisoire. Dans le programme libre, les Russes commettent plusieurs erreurs qui les font reculer au 4e rang. Zhao Hongbo et Shen Xue maintiennent leur niveau de patinage et décrochent la première médaille d'or chinoise en patinage artistique depuis la création des Jeux d'hiver. Un autre couple chinois se hisse sur le podium : quatrièmes après le programme court, Qing Pang et Jian Tong réalisent le meilleur score du programme libre et remontent à la 2e place. Savchenko et Szolkowy gagnent le bronze pour l'Allemagne.
Le Russe Evgeni Plushenko est le favori de l'épreuve individuelle masculine. Alors qu'il s'est retiré après son titre olympique à Turin en 2006, il reprend la compétition à la fin de l'année 2009 pour tenter de décrocher à Vancouver une deuxième médaille d'or. Il prend d'ailleurs la tête du concours à l'issue du programme court, en devançant d'un demi-point l'Américain Evan Lysacek et le Japonais Daisuke Takahashi. Le Français Brian Joubert, 3e des championnats d'Europe et des championnats du monde 2010, manque complètement son programme en commettant deux erreurs, ce qui le relègue au 18e rang provisoire et anéantit ses espoirs de médaille. Cette contre-performance lui vaut d'être ouvertement critiqué dans la presse par Didier Gailhaguet, le président de la Fédération française des sports de glace. Malgré une chute dans son programme libre, Daisuke Takahashi conserve la 3e place et obtient la médaille de bronze. Au terme d'un programme sans faute, Evan Lysacek réussit le meilleur score du programme libre et obtient son premier titre olympique en devançant Plushenko. Le Russe dénonce ce résultat en reprochant aux juges d'avoir attribué plus de points au programme de l'Américain qui, contrairement au sien, ne présente aucun quadruple saut.
En danse sur glace, les Russes Oksana Domnina et Maksim Chabaline, champions du monde en 2009, prennent la tête du concours après la danse imposée. Ils commettent quelques erreurs sur la danse originale et reculent alors au 3e rang, derrière les Canadiens Tessa Virtue et Scott Moir et les Américains Meryl Davis et Charlie White. La danse libre, dernière épreuve, ne change rien au classement : les Canadiens remportent l'or, les Américains l'argent et les Russes se contentent du bronze.
L'épreuve individuelle féminine est la dernière compétition de patinage artistique au programme de ces Jeux, les 23 et 23 février. Championne du monde en titre, la Sud-Coréenne Kim Yuna est la principale favorite de l'épreuve. Elle prend largement la tête du concours dès le programme court en battant le record du monde pour devancer de près de 5 points sa rivale japonaise Mao Asada et de plus de sept la Canadienne Joannie Rochette, qui prend part à la compétition malgré le décès brutal de sa mère d'une crise cardiaque alors que celle-ci venait d'arriver à Vancouver pour l'encourager. Dans le programme libre, Kim Yuna réussit une performance exceptionnelle : elle y inscrit 150,06 points, pour un score total de 228,56 points et établit ainsi un nouveau record depuis l'entrée en vigueur du nouveau système de calcul de points en 2003. Reléguée à plus de 23 points, Mao Asada conserve néanmoins la médaille d'argent, tout comme Joannie Rochette la médaille de bronze.

#### Patinage de vitesse

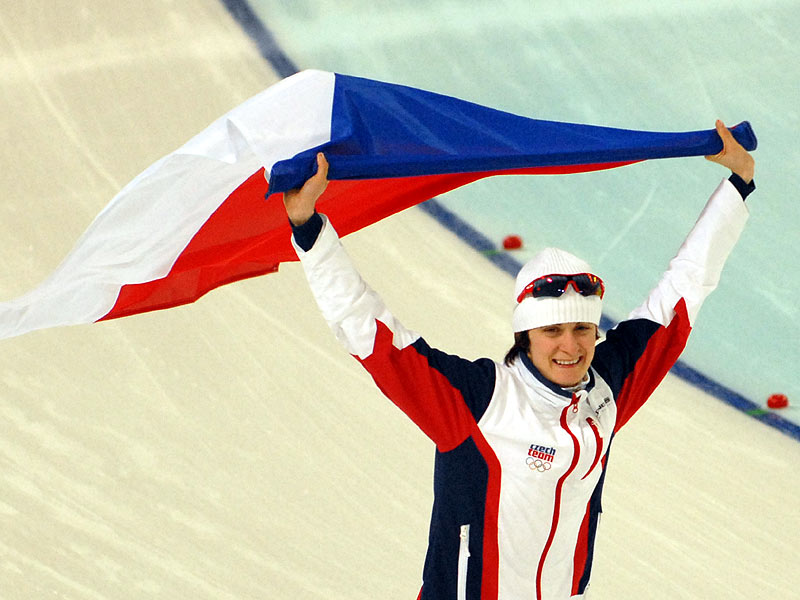
Martina Sáblíková gagne deux médailles d'or pour la République tchèque.

L'anneau olympique de Richmond accueille les 12 épreuves de patinage de vitesse qui regroupent 177 athlètes de 24 pays. Les patineurs néerlandais dominent les compétitions en décrochant sept médailles dont trois en or.
Les nations asiatiques dominent le 500 mètres masculin. Le surprenant Sud-Coréen Mo Tae-Bum établit un temps inférieur à 70 secondes à l'issue des deux manches et devance les Japonais Keiichiro Nagashima et Joji Kato. Mo Tae-Bum monte à nouveau sur le podium avec une médaille d'argent obtenue sur le 1 000 mètres. Sur cette distance, l'Américain Shani Davis conserve son titre olympique acquis quatre années plus tôt à Turin. Chad Hedrick, triple médaillé en 2006, prend la 3e place. Le 1 500 mètres est remporté par le Néerlandais Mark Tuitert. Shani Davis, qui visait une seconde médaille d'or, termine deuxième avec seulement 3 centièmes de seconde d'avance sur le Norvégien Håvard Bøkko. Favori du 5 000 mètres, Sven Kramer établit un nouveau record olympique. Le Néerlandais s'impose avec plus de deux secondes d'avance sur le Sud-Coréen Lee Seung-Hoon et trois secondes et demie sur le Russe Ivan Skobrev. Lee Seung-Hoon prend sa revanche dans le 10 000 mètres en décrochant la médaille d'or après la disqualification de Sven Kramer pour une erreur lors d'un changement de ligne,. Les Pays-Bas gagne quand même la médaille de bronze grâce à Bob de Jong, 3e derrière Ivan Skobrev. La poursuite par équipes se conclut par une finale nord-américaine au cours de laquelle le Canada triomphe des États-Unis. Éliminés en demi-finale par les Américains alors qu'ils étaient considérés comme les grands favoris de la compétition, les Néerlandais se consolent en établissant le record olympique dans la finale pour la 3e place, disputée face à la Norvège.
Le 500 mètres féminin est remporté par la Sud-Coréenne Lee Sang-Hwa. Elle surprend les deux grandes favorites de l'épreuves, l'Allemande Jenny Wolf et la Chinoise Wang Beixing, qui détiennent à elles seules neuf des dix meilleurs temps mondiaux de l'histoire mais se classent seulement 2e et 3e,. La patineuse canadienne d'origine australienne Christine Nesbitt assume son statut de favorite lors du 1 000 mètres, une distance sur laquelle les Pays-Bas placent deux concurrentes sur le podium avec Annette Gerritsen et Laurine van Riessen. C'est d'ailleurs une Néerlandaise, Ireen Wüst, qui gagne la médaille d'or du 1 500 mètres devant la Canadienne Kristina Groves, qui termine à la même place qu'à Turin quatre années plus tôt. La troisième place revient à la Tchèque Martina Sáblíková, qui marque les Jeux en remportant le titre olympique sur le 3 000 mètres et le 5 000 mètres, à chaque fois devant l'Allemande Stephanie Beckert, alors que son pays n'avait encore jamais gagné la moindre médaille dans les épreuves de patinage de vitesse aux Jeux d'hiver,. Le Canada gagne deux médailles de bronze dans ces deux courses, avec Kristina Groves sur 3 000 mètres et Clara Hughes sur 5 000 mètres. L'Allemagne emmenée par Stephanie Beckert triomphe de justesse dans la poursuite par équipes en dominant les Japonaises de seulement deux centièmes de seconde. La Pologne s'offre la médaille de bronze aux dépens des États-Unis.

#### Patinage de vitesse sur piste courte
Les huit épreuves de patinage de vitesse sur piste courte, ou short-track, réunissent 113 athlètes de 23 pays et se déroulent au Pacific Coliseum de Vancouver. Les nations asiatiques dominent les compétitions : la Chine gagne quatre médailles d'or et la Corée du Sud remporte un total de huit médailles, dont deux en or. Les nations nord-américaines se montrent elles aussi performantes, puisque le Canada obtient cinq médailles dont deux titres olympiques, tandis que les États-Unis récoltent six médailles, bien qu'aucune ne soit en or. Avec une médaille de bronze, l'Italie est la seule nation européenne médaillée dans cette discipline à Vancouver. Seuls cinq pays se partagent donc l'intégralité des 24 médailles décernées dans ces épreuves.
Chez les hommes, Apolo Anton Ohno marque l'histoire des Jeux : en décrochant trois nouvelles médailles à Vancouver, bien qu'aucune ne soit en or, il porte son total à huit médailles et devient le patineur de vitesse sur piste courte le plus médaillé des Jeux olympiques d'hiver. Dans le 1 500 m, première épreuve individuelle de ces Jeux, il se classe 2e derrière le Sud-Coréen Lee Jung-su et devant son compatriote J.R. Celski. Le Letton Haralds Silovs devient le premier athlète dans l'histoire des Jeux à concourir dans deux disciplines différentes le même jour : 10e de ce 1 500 m sur piste courte, il avait pris part un peu plus tôt dans la journée à l'épreuve de 5 000 m en patinage de vitesse sur l'anneau olympique de Richmond. Lee Jung-Su remporte une deuxième médaille d'or quelques jours plus tard sur le 1 000 m, une épreuve sur laquelle Apolo Anton Ohno prend la médaille de bronze tandis que l'argent revient à un autre Sud-Coréen, Lee Ho-suk, champion du monde sur la distance,. Les frères canadiens Charles et François Hamelin échouent au pied du podium, mais ces derniers prennent leur revanche en décrochant l'or en relais, en compagnie d'Olivier Jean et François-Louis Tremblay. La Corée du Sud est 2e, les États-Unis 3e,. Charles Hamelin obtient un autre titre olympique sur le 500 m, une distance où il a gagné deux titres de champion du monde. François-Louis Tremblay monte sur la 3e marche du podium tandis que la médaille d'argent revient une nouvelle fois à un Sud-Coréen, Sung Si-bak.
La Chinoise Wang Meng est la grande favorite de ces Jeux. Championne olympique en titre du 500 m et détentrice du record du monde de la distance, elle a aussi remporté plusieurs titres mondiaux. Dès son entrée dans la compétition pour le 500 m, Wang Meng assume son statut : elle améliore le record olympique dès les séries, puis en quart de finale et en demi-finale. En finale, la Chinoise prend rapidement la tête de la course et gagne la médaille d'or. Elle devance la Canadienne Marianne St-Gelais et l'Italienne Arianna Fontana. Dans le 1 500 m, Wang Meng est disqualifiée en demi-finale pour avoir provoqué la chute de deux autres concurrentes. Le titre revient alors à une autre Chinoise, Zhou Yang, détentrice du record du monde de la distance. Le podium est complété par les Sud-Coréennes Lee Eun-byul et Park Seung-hi. L'épreuve du 1 000 m est très relevée : le record olympique est battu par l'Américaine Katherine Reutter dès les séries, puis par Zhou Yang en quart de finale. En demi-finale, la Chinoise améliore à nouveau le record du monde. Favorite de la finale en compagnie de sa compatriote Wang Meng, elle est néanmoins disqualifiée dès le début de la course pour avoir gêné Katherine Reutter, la concurrente américaine. Le titre revient à Wang Meng qui devance Reutter et la Sud-Coréenne Park Seung-hi, médaillée de bronze comme sur 1 000 m. En alignant ses deux championnes olympiques, la Chine est favorite du relais tout comme la Corée du Sud qui a remporté le titre lors de chaque édition des Jeux depuis ceux de Lillehammer en 1994. Les Sud-Coréennes franchissent la ligne d'arrivée en tête mais sont disqualifiées car l'une d'entre elles, Kim Min-jung, a heurté une relayeuse chinoise. La médaille d'or revient à la Chine, devant le Canada et les États-Unis.

#### Saut à ski

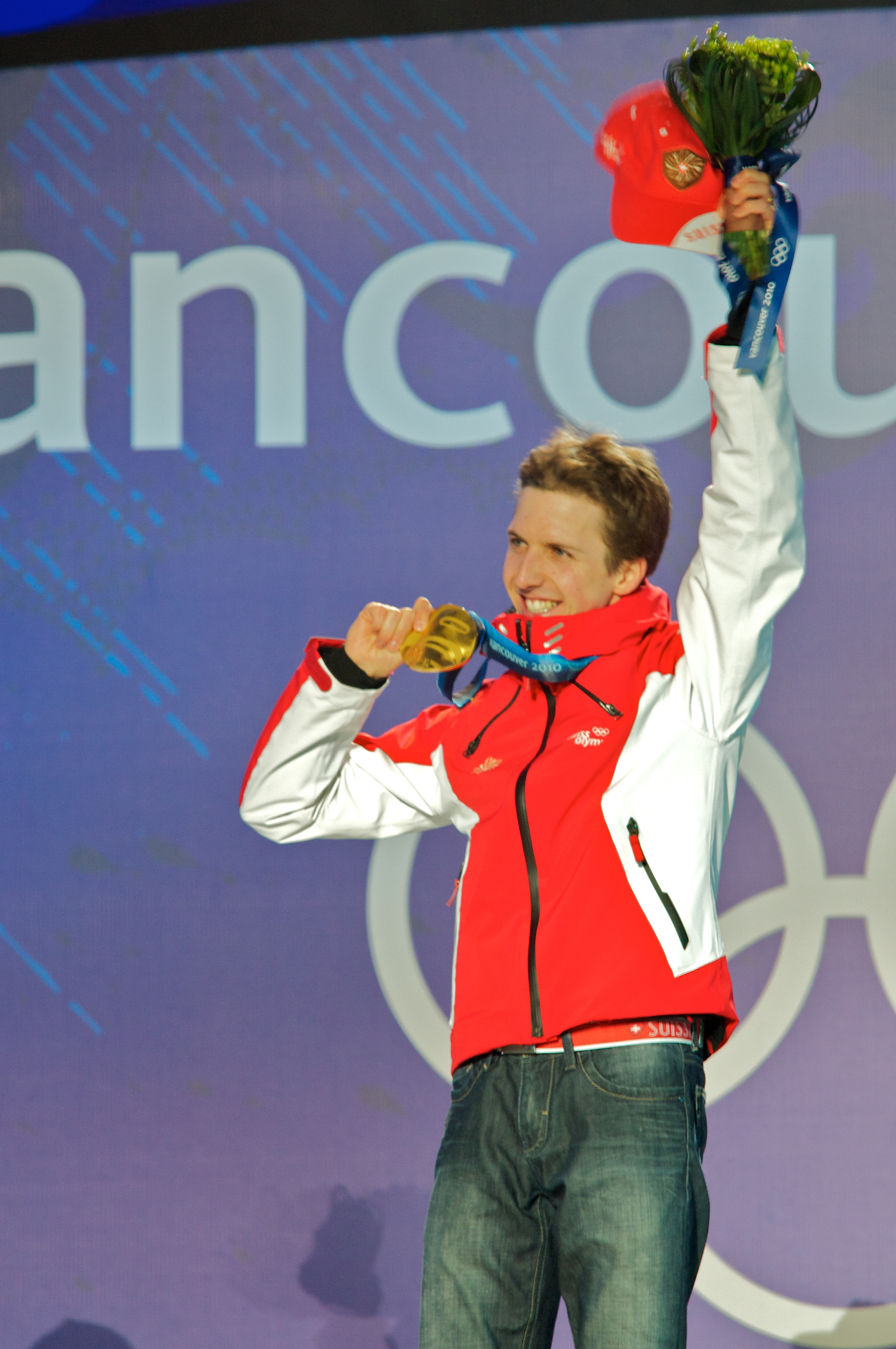
En remportant ses 3e et 4e médailles d'or, Simon Ammann devient le sauteur à ski le plus titré de l'histoire des Jeux.

Alors qu'il est un temps envisagé d'inclure une épreuve de saut à ski féminin au programme des Jeux de Vancouver, le CIO rejette la proposition. Alors qu'une quinzaine d'athlètes saisissent la Cour suprême du Canada en décembre 2009 pour forcer la main des organisateurs, le tribunal refuse d'entendre l'appel des plaignantes. Le saut à ski féminin sera néanmoins intégré lors des Jeux de Sotchi en 2014,.
Le premier titre olympique de ces Jeux est décerné sur le tremplin du parc olympique de Whistler le 13 février 2010. Le Suisse Simon Ammann, double médaillé d'or à Salt Lake City en 2002, remporte le concours de saut à ski sur petit tremplin, avec un total de 276,5 points. Le Polonais Adam Malysz, lui aussi médaillé à Salt Lake City, prend la deuxième place du concours devant l'Autrichien Gregor Schlierenzauer. Sept jours plus tard, le concours de saut à ski sur grand tremplin s'achève avec un podium identique. Simon Ammann réussit les deux meilleurs sauts du concours à 144 m et 138 m et décroche la médaille d'or. Il renouvelle ainsi l'exploit de Salt Lake City huit ans après son doublé olympique et devient le sauteur à ski le plus titré de l'histoire des Jeux olympiques d'hiver.
Le 22 février, les Autrichiens sont favoris de l'épreuve par équipes. Après ses deux titres en individuel, Simon Ammann ne peut espérer conquérir une nouvelle médaille puisque son pays n'est pas qualifié pour cette épreuve. Les Autrichiens prennent la tête du concours après le premier saut, chacun des quatre sauteurs de l'équipe ayant réalisé le meilleur saut de son groupe, et devancent l'Allemagne et la Norvège. Le classement est identique à l'issue du deuxième saut : l'Autriche remporte la médaille d'or devant l'Allemagne et la Norvège. Après les deux médailles de bronze obtenues en individuel, Gregor Schlierenzauer glane sa troisième médaille dans ces Jeux, tandis que son compatriote Thomas Morgenstern, médaillé d'or en individuel et par équipes à Turin en 2006, remporte le troisième titre olympique de sa carrière.

#### Skeleton
Les épreuves de skeleton se déroulent sur la piste du Centre des sports de glisse de Whistler, comme le bobsleigh et la luge. Les épreuves masculine et féminine ont lieu sur deux jours, les 18 et 19 février : les deux premiers passages de chaque coureur se déroulent le 18 février et les deux autres le lendemain. Les deux compétitions regroupent 48 athlètes, dont 28 hommes et 20 femmes, représentant 19 pays. Chez les hommes, le Letton Martins Dukurs fait figure de favori après avoir remporté la coupe du monde et le championnat d'Europe en janvier 2010, bien que les Canadiens Jon Montgomery et Michael Douglas se soient montrés les plus rapides pendant les entraînements. Dukurs prend la tête de la compétition à l'issue des deux premières manches en devançant Montgomery et le Russe Alexander Tretiakov, mais le Canadien parvient à renverser la situation dans la quatrième et dernière manche pour s'adjuger le titre olympique. Dukurs est en argent, Tretiakov en bronze.
Dans l'épreuve féminine, la Canadienne Mellisa Hollingsworth, victorieuse de la coupe du monde, est très attendue après avoir remporté cinq des six descentes d'entraînement. C'est néanmoins la Britannique Amy Williams qui prend la tête de la compétition dans la première manche, devant la Canadienne Amy Gough et l'Allemande Kerstin Szymkowiak. Hollingsworth ne se classe que 5e. Elle remonte jusqu'à la 2e place après la troisième manche tandis qu'Amy Williams conforte sa position en réalisant une nouvelle fois le meilleur temps. Amy Williams conserve la tête dans la dernière manche et apporte à la Grande-Bretagne sa première médaille d'or individuelle aux Jeux d'hiver depuis 30 ans. Les Allemandes Kerstin Szymkowiak et Anja Huber obtiennent l'argent et le bronze.

#### Ski acrobatique

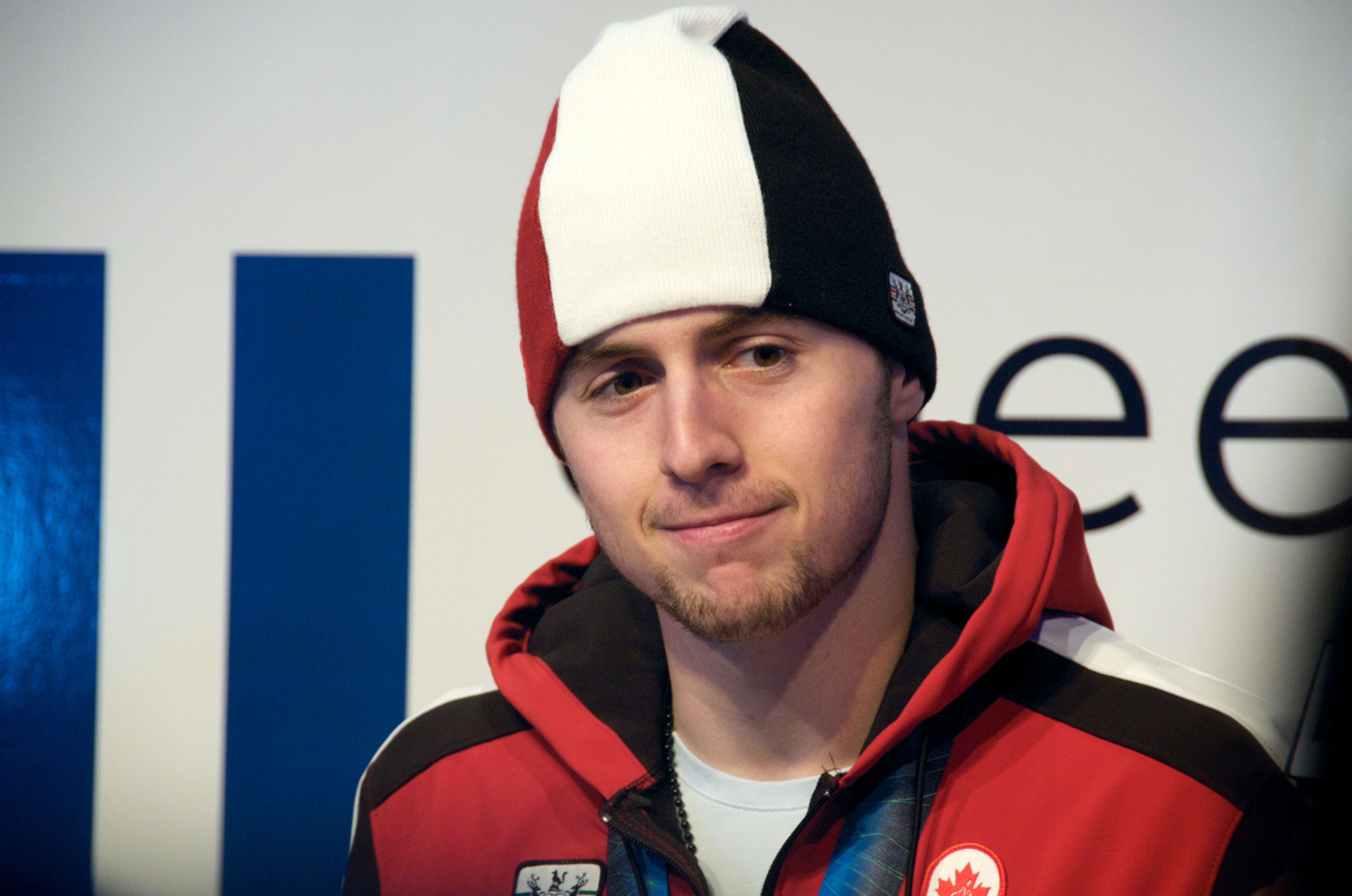
Alexandre Bilodeau est le premier athlète canadien à remporter une médaille d'or sur le sol de son pays.

Le CIO décide en 2006 d'intégrer une nouvelle discipline au programme des Jeux, le skicross, qui consiste en une course sur un parcours comprenant plusieurs obstacles, comme des bosses ou des tremplins,. Avec cette nouvelle discipline, le ski acrobatique compte six épreuves lors de ces Jeux, les bosses, le saut et le skicross masculins et féminins, qui sont disputés dans la station de Cypress Mountain et réunissent 173 skieurs. Les nations nord-américaines dominent les compétitions : les États-Unis gagnent quatre médailles dont une en or et les Canadiens remportent trois médailles, dont deux titres olympiques.
Le 14 février, dans l'épreuve de bosses masculine, Alexandre Bilodeau apporte à la délégation canadienne sa première médaille d'or. Il est le premier athlète canadien à décrocher le titre olympique sur son sol, puisque aucun Canadien n'avait réussi cette performance aux Jeux de Montréal ou de Calgary. L'Australien Dale Begg-Smith, champion olympique à Turin, remporte cette fois la médaille d'argent devant l'Américain Bryon Wilson. En saut, la Biélorussie gagne son premier titre olympique d'hiver grâce à Alexei Grishin, champion du monde en 2001 et médaillé de bronze aux Jeux de Salt Lake City 2002. L'Américain Jeret Peterson, qui avait été exclu des Jeux de Turin pour une bagarre alors qu'il se trouvait en état d'ébriété, obtient la médaille d'argent en réalisant un « Hurricane », un saut composé de trois flips et cinq vrilles. Le Chinois Liu Zhongqing prend la 3e place. Le Canadien Christopher Del Bosco est le favori de l'épreuve de skicross après avoir remporté les X Games moins d'un mois avant l'ouverture des Jeux, mais il chute en finale et ne prend que la 4e place. La médaille d'or revient au Suisse Michael Schmid, qui devance l'Autrichien Andreas Matt et le Norvégien Audun Grønvold.
Dans l'épreuve féminine de bosses, Jennifer Heil obtient sa seconde médaille olympique après son titre à Turin avec l'argent à Vancouver. Elle est accompagnée sur le podium par deux Américaines, Hannah Kearney qui remporte l'or et Shannon Bahrke le bronze. Les Chinoises, favorites de l'épreuve de saut, sont quatre à se qualifier pour la finale, mais le titre revient à l'Australienne Lydia Lassila. La Chine remporte néanmoins les deux autres médailles : Li Nina obtient l'argent comme à Turin en devançant sa compatriote Guo Xinxin. La Française Ophélie David est la grande favorite du skicross après avoir remporté le classement général de la coupe du monde chaque année depuis 2004,, mais elle est éliminée dès les quarts de finale après une chute. La France obtient néanmoins une médaille dans l'épreuve grâce au bronze de Marion Josserand. La Canadienne Ashleigh McIvor, qui avait écrit un essai expliquant pourquoi le skicross devrait devenir un sport olympique pendant ses études à l'Université de Colombie-Britannique, en 2003, devient la première championne olympique de son sport. La Norvégienne Hedda Berntsen prend la médaille d'argent.

#### Ski alpin

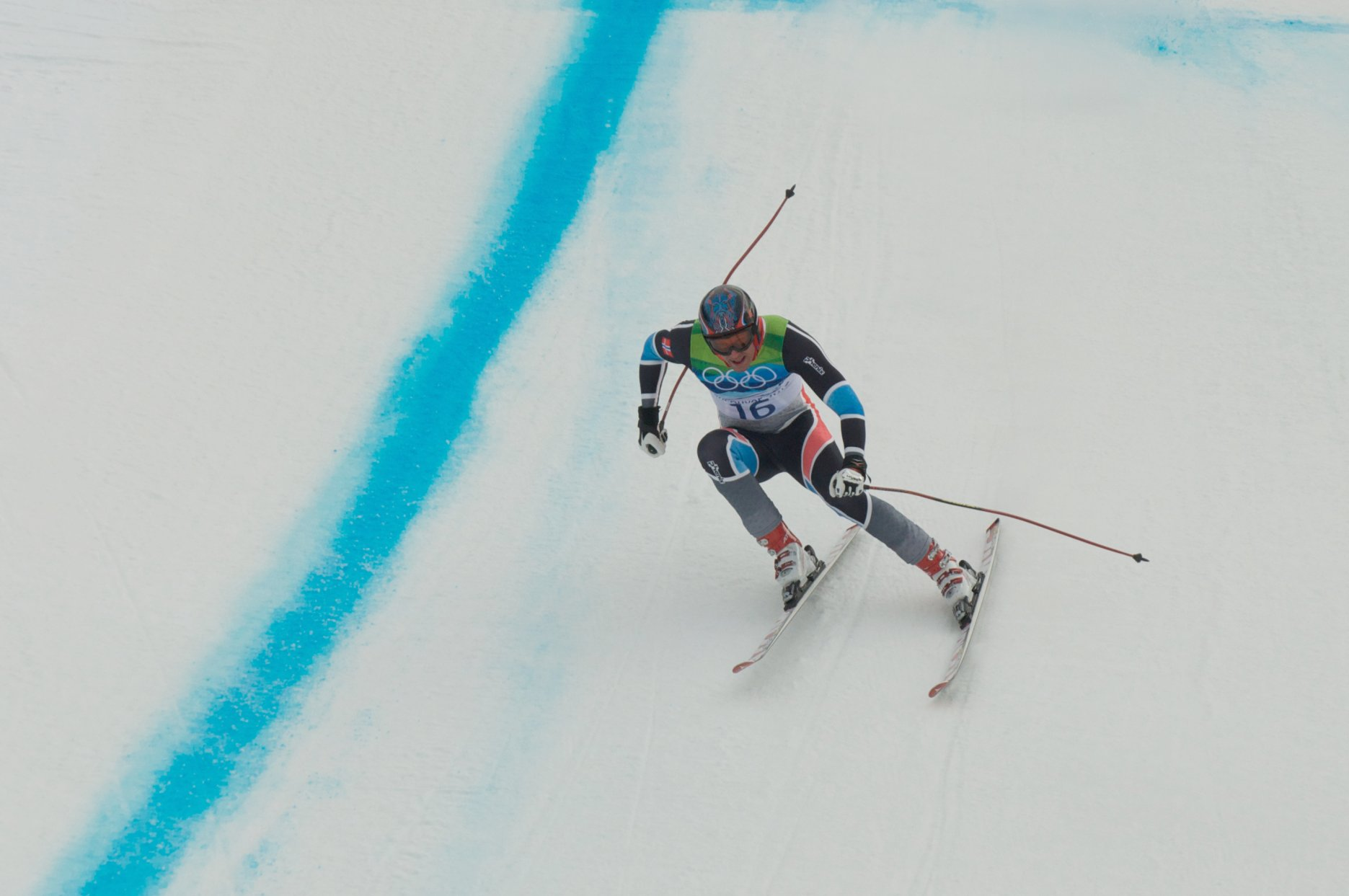
Le Norvégien Aksel Lund Svindal, ici dans la descente, remporte trois médailles au cours de ces Jeux.

Les conditions météorologiques et le brouillard qui persiste dans la région de Whistler obligent les organisateurs à reporter la descente masculine, première épreuve de ski alpin lors de ces Jeux : initialement prévue le 13 février, au lendemain de la cérémonie d'ouverture, elle a lieu le 15 février. Leader de la Coupe du monde, Didier Cuche est le favori de l'épreuve, mais c'est un autre Suisse qui crée la surprise : Didier Défago remporte la médaille d'or, devant le Norvégien Aksel Lund Svindal, champion du monde de la discipline en 2007 et l'Américain Bode Miller. Il s'agit de la première médaille d'or pour la Suisse dans cette discipline depuis le sacre de Pirmin Zurbriggen à Calgary en 1988. L'épreuve est l'une des plus disputées de l'histoire olympique : les dix premiers du classement se tiennent en moins d'une demi-seconde. La deuxième course masculine au programme de ces Jeux est le Super-G. Comme en 1992, 2002 et 2006, le titre revient à un Norvégien : Aksel Lund Svindal gagne la médaille d'or, quatre jours après avoir obtenu l'argent dans la descente. Les Américains Bode Miller et Andrew Weibrecht complètent le podium. L'Autrichien Michael Walchhofer, leader de la Coupe du monde de la discipline avant l'ouverture des Jeux, ne prend que la 21e place. La compétition est marquée par la chute de Patrik Järbyn, le plus âgé des concurrents, après avoir accroché l'une des dernières portes du parcours. Initialement programmé le 16 février, le super-combiné se déroule le 21 et se compose d'une descente et d'une seule manche de slalom, contrairement aux éditions précédentes au cours desquelles deux manches de slalom étaient disputées. Aksel Lund Svindal prend la tête de la compétition à l'issue de la descente, devant l'Italien Dominik Paris et le Suisse Carlo Janka. Dans le slalom, le Norvégien est disqualifié pour avoir manqué une porte, alors que les temps de Paris et Janka ne sont pas assez bons pour leur permettre de conserver leur place sur le podium. C'est l'Américain Bode Miller qui réalise le meilleur temps cumulé et décroche ainsi sa troisième médaille en trois courses, après le bronze de la descente et l'argent du super-G. Comme à Turin, la médaille d'argent revient au Croate Ivica Kostelić, alors que le Suisse Silvan Zurbriggen gagne le bronze. Le 23 février, Carlo Janka remporte le slalom géant. En tête dès la première manche, il devance les deux Norvégiens Kjetil Jansrud et Aksel Lund Svindal. Les épreuves masculines se concluent avec le slalom, programmé la veille de la cérémonie de clôture. Favoris de la course, les Autrichiens déçoivent : le tenant du titre Benjamin Raich échoue au pied du podium tandis que Reinfried Herbst, leader de la coupe du monde, est seulement 10e. Giuliano Razzoli gagne la médaille d'or pour offrir à l'Italie son seul podium en ski alpin. En réalisant le meilleur temps de la seconde manche, le Suédois André Myhrer prend la 3e place et le Croate Ivica Kostelić obtient sa deuxième médaille d'argent dans ces Jeux.

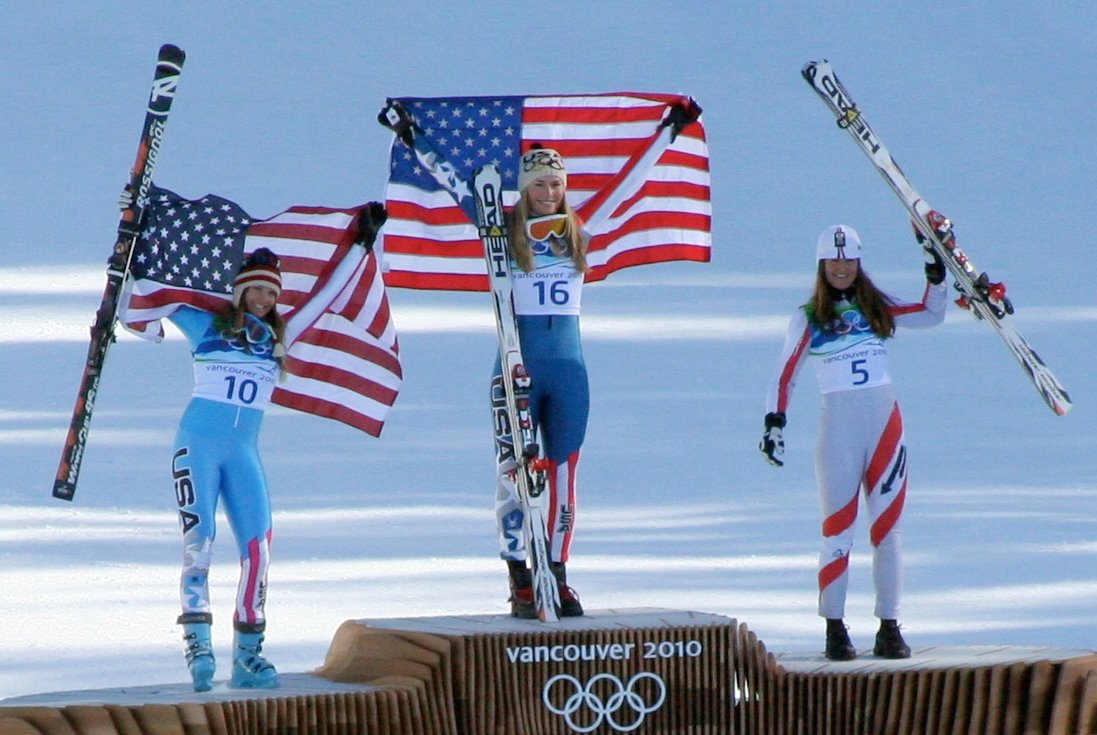
Lindsey Vonn et Julia Mancuso signent un doublé américain dans la descente.

L'Américaine Lindsey Vonn est la grande favorite de la descente féminine : championne du monde l'année précédente à Val-d'Isère, elle a déjà remporté le classement général de la Coupe du monde à deux reprises et compte déjà neuf victoires au cours de la saison. Elle s'adjuge la médaille d'or, malgré une blessure légère au tibia. Julia Mancuso offre le doublé aux États-Unis en prenant la médaille d'argent, tandis que l'Autriche obtient sa première médaille en ski alpin avec la 3e place d'Elisabeth Görgl. Décrite comme l'une des pistes de descente les plus difficiles, la Franz's Run prend au piège de nombreuses skieuses : la Suédoise Anja Pärson fait une chute spectaculaire après un saut dans les airs de 60 m et souffre de plusieurs contusions, tout comme la Suissesse Dominique Gisin, tombée au même endroit. La descente est également marquée par la chute de la Française Marion Rolland seulement quelques mètres après le départ, un accident qui lui vaut néanmoins une rupture des ligaments croisés du genou gauche. Le super-combiné se déroule le 18 février sur une piste légèrement modifiée et avec un départ abaissé en raison des nombreuses chutes survenues dans la descente quelques jours plus tôt. Lindsey Vonn est à nouveau la plus rapide de la descente, mais l'Américaine manque une porte dans la manche de slalom et ne peut terminer la course. L'Allemande Maria Riesch, deuxième à l'issue de la manche de descente, gagne la médaille d'or avec près d'une seconde d'avance sur Julia Mancuso qui s'octroie sa deuxième médaille d'argent dans ces Jeux. En dépit des blessures, Anja Pärson réalise un formidable exploit en s'adjugeant la médaille de bronze. Deux jours plus tard, Lindsey Vonn monte à nouveau sur le podium en super-G en prenant la médaille de bronze. L'Autrichienne Andrea Fischbacher, quatrième de la descente, est la plus rapide sur la piste et s'impose avec près d'une demi-seconde sur la Slovène Tina Maze. L'épreuve du slalom géant est très disputée : l'Allemande Viktoria Rebensburg remporte le titre olympique pour seulement quatre centièmes de seconde devant Tina Maze, encore en argent. En ayant réussi le meilleur temps de la première manche, Elisabeth Görgl se hisse sur la troisième marche du podium pour apporter à l'Autriche une nouvelle médaille de bronze. Enfin, Maria Riesch s'offre une deuxième médaille d'or en dominant le slalom, dernière course féminine de ces Jeux. Marlies Schild pour l'Autriche est 2e et la Tchèque Šárka Záhrobská est 3e.
Avec un total de huit médailles, dont deux en or, trois en argent et trois en bronze, les États-Unis dominent les compétitions de ski alpin, où l'Allemagne se démarque également en remportant trois titres olympiques.

#### Ski de fond

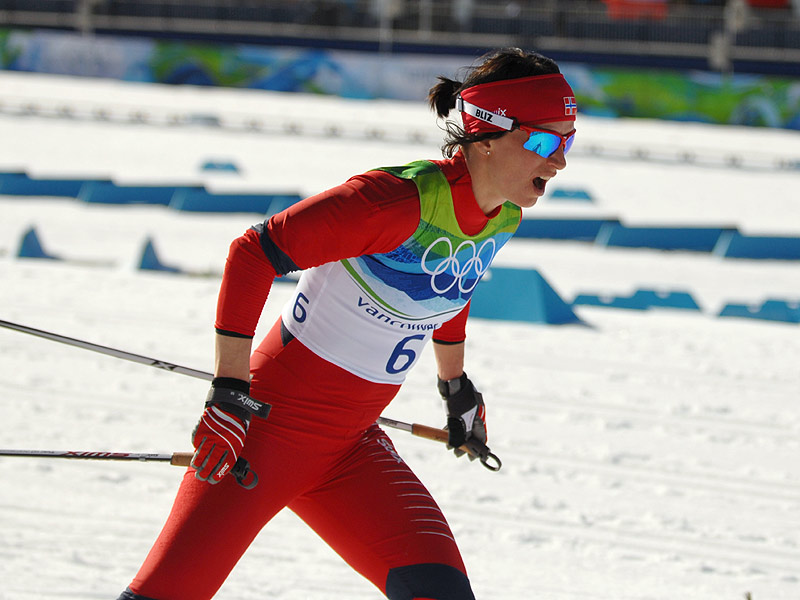
Avec cinq médailles dont trois en or, Marit Bjørgen est l'athlète la plus médaillée de ces Jeux.

Les douze épreuves de ski de fond se disputent au parc olympique de Whistler et réunissent 292 athlètes de 55 pays. Deux athlètes norvégiens dominent la discipline : Marit Bjørgen est l'athlète la plus médaillée de ces Jeux en remportant cinq médailles, dont trois en or, une en argent et une en bronze, lors des cinq épreuves où elle est alignée, tandis que son compatriote Petter Northug gagne quatre médailles.
Le Suisse Dario Cologna remporte facilement le 15 kilomètres en style libre avec 24 secondes d'avance sur l'Italien Pietro Piller Cottrer, champion olympique en relais à Turin. Le Tchèque Lukáš Bauer, leader de la coupe du monde, complète le podium. Les Russes s'offrent le doublé en sprint avec le surprenant Nikita Kriukov, qui remporte la première victoire de sa carrière, et Aleksandr Panzhinskiy. Les deux Russes devancent le Norvégien Petter Northug, qui s'était classé seulement 41e du 15 kilomètres. La Suède jusqu'alors absente des podiums obtient deux podiums dans le 30 kilomètres poursuite : Marcus Hellner décroche l'or et Johan Olsson le bronze, tandis que la médaille d'argent revient à l'Allemand Tobias Angerer. Favori de l'épreuve après avoir remporté le titre mondial un an plus tôt, Petter Northug casse son bâton dans la course et ne finit qu'au onzième rang. Le Norvégien prend sa revanche dans le sprint par équipes en remportant le titre olympique en compagnie de son coéquipier Øystein Pettersen. Les Allemands Tim Tscharnke et Axel Teichmann terminent 2e de justesse devant les Russes Nikolaï Morilov et Alexey Petukhov. Marcus Hellner décroche une seconde médaille d'or dans un relais 4 × 10 kilomètres dominé par les Suédois. Petter Northug arrache la médaille d'argent pour les Norvégiens en dépassant le concurrent tchèque Martin Koukal sur la ligne d'arrivée. La France prend la quatrième place de ce relais. La dernière épreuve est celle du 50 kilomètres classique qui se dispute dans des conditions météorologiques délicates, une pluie légère contribuant à rendre la neige collante. Les favoris restent groupés jusqu'au dernier kilomètre de la course, et c'est finalement le Norvégien Petter Northug qui obtient un deuxième titre olympique, sa quatrième médaille dans ces Jeux, en devançant l'Allemand Axel Teichmann de moins d'une seconde. La médaille de bronze revient au Suédois Johan Olsson.
La première épreuve féminine est le 10 kilomètres libre. La Suédoise Charlotte Kalla prend rapidement les devants de la course et s'impose devant l'Estonienne Kristina Šmigun et la Norvégienne Marit Bjørgen. Cette dernière remporte son premier titre olympique à l'occasion du sprint en prenant le meilleur sur la concurrente polonaise Justyna Kowalczyk. Malgré les blessures qui l'empêcheront de disputer davantage de courses à Vancouver, Petra Majdič apporte la médaille de bronze à la Slovénie. La Norvégienne double la mise dans le 15 kilomètres poursuite. Kowalczyk achève sa course au troisième rang en étant devancée par la Suédoise Anna Haag. L'Allemagne et la Suède se disputent la première place dans le sprint par équipes mais c'est finalement Claudia Nystad qui prend le meilleur sur Anna Haag dans la dernière ligne droite pour apporter la médaille d'or à son pays. Les Russes Irina Khazova et Natalia Korosteliova se contentent du bronze. L'Allemagne obtient une nouvelle médaille dans le relais 4 × 5 kilomètres mais cette fois en argent, alors que les Norvégiennes emmenées par Marit Bjørgen survolent la compétition. La Finlande obtient sa première médaille en ski de fond dans ces Jeux en terminant au 3e rang, avec quinze secondes d'avance sur l'Italie. La dernière course est le 30 kilomètres classique, dans lequel les deux meilleures fondeuses de ces Jeux, Justyna Kowalczyk et Marit Bjørgen s'affrontent. L'arrivée se dispute au sprint et c'est la Polonaise qui remporte son premier titre olympique, tandis que Bjørgen gagne sa cinquième médaille en cinq courses. La Finlandaise Aino-Kaisa Saarinen prend la troisième place.
Le Comité olympique polonais annonce le 11 mars que la fondeuse Kornelia Marek a été contrôlée positive à l'EPO à l'issue du relais féminin. L'examen d'un second échantillon confirme la présence de cette substance dans le sang de l'athlète polonaise, qui est alors disqualifiée de toutes les épreuves auxquelles elle a participé et se voit infliger une suspension de deux ans. Il s'agit du seul cas de dopage recensé pendant les Jeux de Vancouver.

#### Snowboard

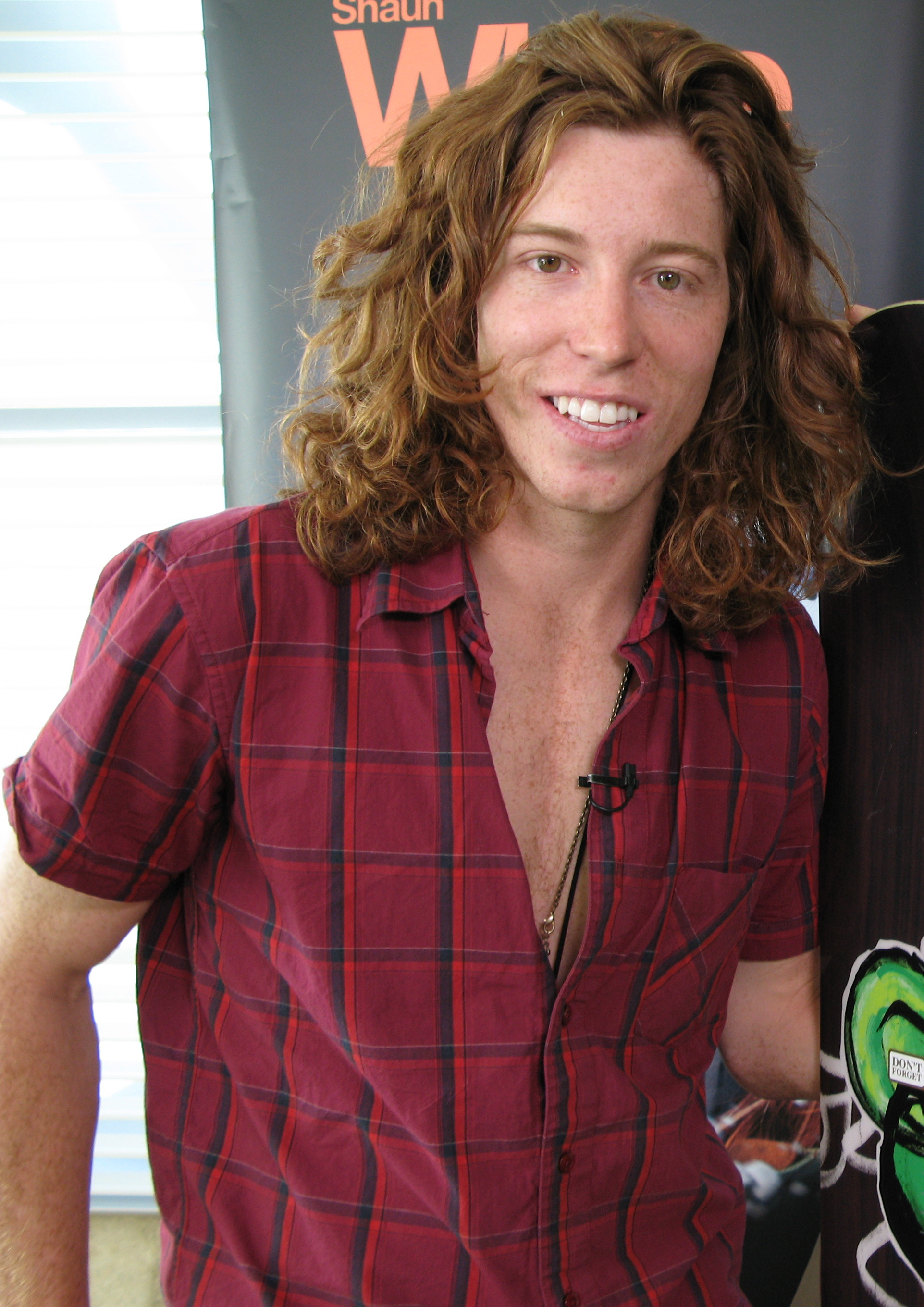
Shaun White remporte un deuxième titre olympique consécutif en half-pipe.

Les épreuves de snowboard rassemblent 188 participants de 27 pays sur les pistes de Cypress Mountain. En remportant cinq médailles, les États-Unis sont une nouvelle fois la nation la plus médaillée dans la discipline, comme lors des deux précédentes éditions. Le Canada et la France gagnent quant à eux trois médailles. La première épreuve disputée est celle du snowboardcross masculin dans laquelle l'Américain Seth Wescott conserve son titre olympique gagné à Turin. Le Canadien Mike Robertson prend la 2e place tandis que la France, qui attendait beaucoup du leader de la coupe du monde Pierre Vaultier, finalement éliminé en quart de finale, se console avec la médaille de bronze de Tony Ramoin. Chez les femmes, la Canadienne Maëlle Ricker gagne le snowboardcross devant la Française Déborah Anthonioz et la Suissesse Olivia Nobs.
Le titre en half-pipe masculin revient une nouvelle fois à l'Américain Shaun White, surnommé la « tomate volante », qui obtient le meilleur score de la finale en proposant une figure inédite, un double McTwist 1260, qui consiste à réaliser deux sauts périlleux tout en effectuant trois rotations et demie en tenant la planche d'une main. Le Finlandais Peetu Piiroinen se classe 2e et l'Américain Scotty Lago 3e. Championne olympique à Turin, l'Américaine Hannah Teter monte une nouvelle fois sur le podium du half-pipe féminin avec la médaille d'argent. Le titre revient à l'Australienne Torah Bright, tandis que Kelly Clark, médaillée d'or à Salt Lake City en 2002, prend la médaille de bronze.
Alors qu'il détient le record du nombre de victoires en coupe du monde et qu'il a participé à toutes les éditions des Jeux d'hiver depuis l'introduction du snowboard aux Jeux de Nagano en 1998, le Français Mathieu Bozzetto gagne sa première médaille olympique à 36 ans, en décrochant la médaille de bronze du slalom géant parallèle aux dépens du Russe Stanislav Detkov. Le Canadien Jasey Jay Anderson s'impose en finale face à l'Autrichien Benjamin Karl. Dans l'épreuve féminine, Nicolien Sauerbreij apporte aux Pays-Bas leur première médaille d'or olympique dans un sport de neige. Elle devance en finale la Russe Iekaterina Ilioukhina, alors que la médaille de bronze est remportée par l'Autrichienne Marion Kreiner.

### Cérémonies de remise des médailles
En raison de l'éloignement entre les principaux sites de compétition, deux places des médailles ont été aménagées, l'une à Vancouver, l'autre à Whistler. Le BC Place Stadium est le théâtre des cérémonies de remise des médailles pour les épreuves qui se déroulent à Vancouver, Richmond et Cypress Mountain. À Whistler, la place des médailles est aménagée en extérieur et s'ouvre sur les paysages de montagnes de la région. Les cérémonies de remise des médailles, qui se déroulent en soirée, s'inscrivent dans un événement plus large : chaque cérémonie débute par un spectacle d'introduction de 30 minutes dont le contenu est lié à une province ou un territoire canadien désigné comme hôte de la journée et se poursuit par un concert offert aux spectateurs dans lequel se produisent différents artistes nord-américains.
Les 615 médailles décernées aux athlètes pèsent chacune 550 grammes, ce qui en fait alors les médailles les plus lourdes de l'histoire olympique, bien qu'aucune ne soit identique dans sa forme. Les médailles sont ornées de motifs autochtones modernes inspirés d'une œuvre de Corrine Hunt, une artiste canadienne d'origine tlingit et komoyue. Chacune des médailles présente une section choisie à la main de cette œuvre représentant une orque. Le concepteur industriel et architecte canadien Omer Arbel a conçu la forme ondulée des médailles qui évoque l'environnement marin et montagneux de la région de Vancouver. Les médailles sont frappées par la Monnaie royale canadienne en collaboration avec le fournisseur de métaux Teck Resources. En plus de leur médaille, les athlètes reçoivent une écharpe à l'image de l'œuvre de Corrine Hunt.

### Cérémonie de clôture

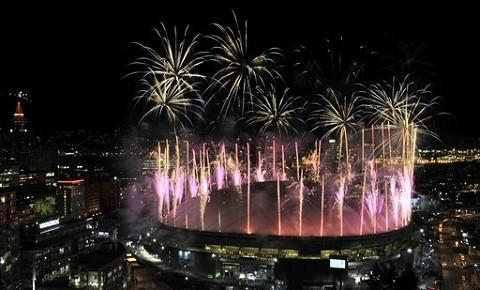
Un feu d'artifice clôture les Jeux, au-dessus du BC Place Stadium.

Comme la cérémonie d'ouverture, la cérémonie de clôture se déroule au BC Place Stadium, le 28 février. La cérémonie démarre avec un compte à rebours interprété par plus de 1 000 jeunes laissant tomber leur planche de surf à l'image de dominos pour faire apparaître les chiffres du compte à rebours et les mots symboliques « strong and free», tirés de la version anglaise de l'hymne canadien. Les athlètes font ensuite leur entrée tous ensemble dans le stade. À cette occasion, la patineuse artistique Joannie Rochette est choisie pour porter le drapeau du Canada, pays organisateur. Au cours de cette cérémonie, les principaux stéréotypes culturels canadiens sont représentés avec humour. Jean Grand-Maître, directeur du ballet artistique d'Alberta, signe la chorégraphie du tableau final. La cérémonie se conclut par un concert regroupant plusieurs artistes canadiens, comme Alanis Morissette, Marie-Mai, Nickelback, Neil Young et Avril Lavigne. Le président du CIO Jacques Rogge déclare les Jeux officiellement clos. Gregor Robertson, maire de Vancouver, transmet le drapeau olympique à Anatoly Pakhomov, maire de la ville russe de Sotchi qui accueillera les Jeux olympiques d'hiver de 2014.

### Tableau des médailles
Comme à Turin en 2006, vingt-six des 82 nations participant à ces Jeux remportent au moins une médaille, ce qui constitue le plus grand nombre de nations médaillées aux Jeux d'hiver à cette époque. Le Canada, qui n'avait jamais remporté de médaille d'or en tant que pays hôte des Jeux olympiques, à Montréal en 1976 et Calgary en 1988, obtient cette fois-ci 14 médailles d'or, ce qui lui permet de se hisser en tête du tableau des médailles lors de ces Jeux. Cette réussite est notamment due à la mise en place dès 2005 du programme d'entraînement « À nous le podium » ou, en anglais, « Own the podium », un investissement de 117 millions de dollars canadiens sur cinq ans dans le but de favoriser la préparation des athlètes canadiens pour ces Jeux. La domination canadienne s'étend sur l'ensemble des compétitions, puisque les 14 médailles d'or sont remportées dans 9 des 15 disciplines présentes aux Jeux. Troisièmes au classement des médailles si l'on tient compte uniquement des médailles d'or, les États-Unis sont pourtant les plus représentés sur les podiums avec un total de 37 médailles, soit trois unités de plus qu'à Salt Lake City en 2002, leur précédent record. La meilleure nation des Jeux de 2006, l'Allemagne, est cette fois deuxième avec 30 médailles dont 10 en or. Troisième du classements des Jeux de Turin, l'Autriche recule jusqu'au neuvième rang avec seulement neuf médailles, de même que la Russie qui passe de la 4e à la 12e place avec seulement trois titres olympiques. Par ailleurs, la Slovaquie et la Biélorussie obtiennent leur premier titre olympique en hiver,.
| Rang  | Nation             | Médaille d'or, Jeux olympiques | Médaille d'argent, Jeux olympiques | Médaille de bronze, Jeux olympiques | Total |
| ----- | ------------------ | ------------------------------ | ---------------------------------- | ----------------------------------- | ----- |
| 1     | Canada             | 14                             | 7                                  | 5                                   | 26    |
| 2     | Allemagne          | 10                             | 13                                 | 7                                   | 30    |
| 3     | États-Unis         | 9                              | 15                                 | 13                                  | 37    |
| 4     | Norvège            | 9                              | 8                                  | 6                                   | 23    |
| 5     | Corée du Sud       | 6                              | 6                                  | 2                                   | 14    |
| 6     | Suisse             | 6                              | 0                                  | 3                                   | 9     |
| 7     | Suède              | 5                              | 2                                  | 5                                   | 12    |
| 8     | Chine              | 5                              | 2                                  | 4                                   | 11    |
| 9     | Autriche           | 4                              | 6                                  | 7                                   | 17    |
| 10    | Pays-Bas           | 4                              | 1                                  | 3                                   | 8     |
| 11    | France             | 3                              | 2                                  | 6                                   | 11    |
| 12    | Russie             | 2                              | 5                                  | 6                                   | 13    |
| 13    | Australie          | 2                              | 1                                  | 0                                   | 3     |
| 14    | République tchèque | 2                              | 0                                  | 4                                   | 6     |
| 15    | Pologne            | 1                              | 3                                  | 2                                   | 6     |
| 16    | Slovaquie          | 1                              | 2                                  | 0                                   | 3     |
| 17    | Italie             | 1                              | 1                                  | 3                                   | 5     |
| 18    | Biélorussie        | 1                              | 1                                  | 1                                   | 3     |
| 19    | Grande-Bretagne    | 1                              | 0                                  | 0                                   | 1     |
| 20    | Japon              | 0                              | 3                                  | 2                                   | 5     |
| 21    | Croatie            | 0                              | 2                                  | 1                                   | 3     |
| 21    | Slovénie           | 0                              | 2                                  | 1                                   | 3     |
| 23    | Lettonie           | 0                              | 2                                  | 0                                   | 2     |
| 24    | Finlande           | 0                              | 1                                  | 4                                   | 5     |
| 25    | Estonie            | 0                              | 1                                  | 0                                   | 1     |
| 25    | Kazakhstan         | 0                              | 1                                  | 0                                   | 1     |
| Total | Total              | 86                             | 87,                                | 85                                  | 258   |

### Sportifs les plus médaillés
La sportive la plus médaillée lors de ces Jeux est la fondeuse norvégienne Marit Bjørgen qui remporte cinq médailles, dont trois en or. La Norvège est d'ailleurs la nation la mieux représentée parmi les quatorze athlètes les plus médaillés avec quatre sportifs. L'Allemagne et les États-Unis ont chacun deux représentants dans ce tableau. Le tableau compte huit hommes et six femmes. Le ski de fond est la discipline la plus présente avec quatre athlètes,.
| Rang | Athlète                     | Sport                                | Médaille d'or, Jeux olympiques | Médaille d'argent, Jeux olympiques | Médaille de bronze, Jeux olympiques | Total |
| ---- | --------------------------- | ------------------------------------ | ------------------------------ | ---------------------------------- | ----------------------------------- | ----- |
| 1    | Marit Bjørgen (NOR)         | Ski de fond                          | 3                              | 1                                  | 1                                   | 5     |
| 2    | Petter Northug (NOR)        | Ski de fond                          | 2                              | 1                                  | 1                                   | 4     |
| 3    | Wang Meng (CHN)             | Patinage de vitesse sur piste courte | 3                              | 0                                  | 0                                   | 3     |
| 4    | Magdalena Neuner (GER)      | Biathlon                             | 2                              | 1                                  | 0                                   | 3     |
| 4    | Emil Hegle Svendsen (NOR)   | Biathlon                             | 2                              | 1                                  | 0                                   | 3     |
| 4    | Lee Jung-Su (KOR)           | Patinage de vitesse sur piste courte | 2                              | 1                                  | 0                                   | 3     |
| 7    | Martina Sáblíková (CZE)     | Patinage de vitesse                  | 2                              | 0                                  | 1                                   | 3     |
| 8    | Stephanie Beckert (GER)     | Patinage de vitesse                  | 1                              | 2                                  | 0                                   | 3     |
| 9    | Aksel Lund Svindal (NOR)    | Ski alpin                            | 1                              | 1                                  | 1                                   | 3     |
| 9    | Bode Miller (USA)           | Ski alpin                            | 1                              | 1                                  | 1                                   | 3     |
| 9    | Justyna Kowalczyk (POL)     | Ski de fond                          | 1                              | 1                                  | 1                                   | 3     |
| 12   | Gregor Schlierenzauer (AUT) | Saut à ski                           | 1                              | 0                                  | 2                                   | 3     |
| 12   | Johan Olsson (SWE)          | Ski de fond                          | 1                              | 0                                  | 2                                   | 3     |
| 14   | Johnny Spillane (USA)       | Combiné nordique                     | 0                              | 3                                  | 0                                   | 3     |

## Sites
| \| Cypress Mountain Vancouver Richmond Whistler \| Localisation de Vancouver, Richmond, · Cypress Mountain et Whistler en · Colombie-Britannique. |
| Cypress Mountain Vancouver Richmond Whistler |

Le BC Place Stadium de Vancouver accueille les cérémonies d'ouverture et de clôture. C'est la première fois dans l'histoire des Jeux qu'une cérémonie d'ouverture se déroule dans une enceinte couverte. Pouvant accueillir 55 000 spectateurs, le BC Place Stadium est le plus grand stade à dôme gonflable d'Amérique du Nord.

### Sites sportifs
Neuf sites sportifs accueillent les épreuves olympiques, dont quatre sont situés à Vancouver. La Place Hockey du Canada est utilisée pour les matchs de hockey sur glace. Inaugurée en 1995, d'une capacité de 19 300 places, elle accueille habituellement les matchs de l'équipe professionnelle locale, les Canucks de Vancouver, ainsi que de nombreux spectacles. Une seconde patinoire est utilisée pour les rencontres de hockey, l'UBC Thunderbird Arena, également située à Vancouver, sur le campus de l'université de Colombie-Britannique. Elle peut accueillir 6 800 spectateurs et a bénéficié d'importants travaux de réaménagement pour accueillir les Jeux. En accord avec la Fédération internationale de hockey sur glace (IIHF), le comité d'organisation obtient que les compétitions des Jeux d'hiver de 2010 soient disputées sur des patinoires aux dimensions nord-américaines, plus petites que les dimensions internationales, afin de limiter les dépenses liées à la mise aux normes de ces deux patinoires. Les compétitions de patinage artistique et de patinage de vitesse sur piste courte se déroulent au Pacific Coliseum, devant un maximum de 14 200 spectateurs. Ce site est utilisé pour accueillir des spectacles sur glace, des rencontres de boxe, de basket-ball ou de hockey sur glace après les Jeux. Le centre olympique/paralympique de Vancouver, situé à proximité du Queen Elizabeth Park, est construit spécialement pour les Jeux afin d'accueillir les tournois de curling. Pouvant accueillir un maximum de 5 600 spectateurs, il devient après les Jeux un centre récréatif polyvalent qui comprend une patinoire, un gymnase, une bibliothèque et huit pistes de curling.

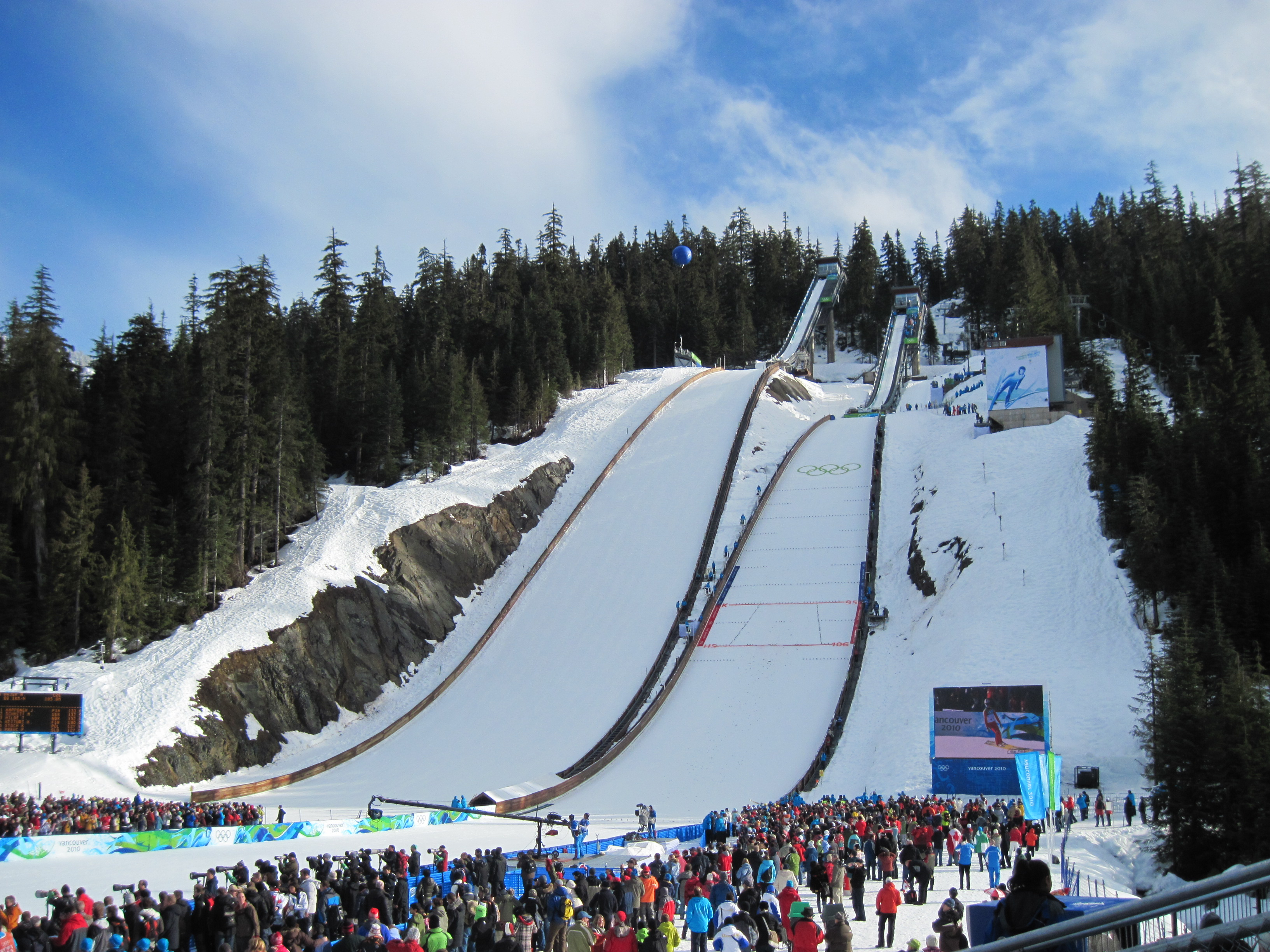
Le parc olympique de Whistler accueille notamment les épreuves de saut à ski.

Trois sites se situent à Whistler, une ville qui se trouve à environ 120 km de Vancouver. Les épreuves de ski alpin se déroulent sur les pistes de Whistler Creekside, souvent utilisées pour des épreuves organisées par la Fédération internationale de ski (FIS). Les épreuves de vitesse masculine ont lieu sur la Dave Murray Downhill, un tracé de 3 717 mètres, tandis que les épreuves de vitesse féminine empruntent la Franz's Run, d'une longueur de 2 502 mètres. La déclivité moyenne de la pente atteint 27 % chez les hommes et 29 % chez les femmes. Les épreuves techniques, le slalom et le slalom géant, sont organisées sur la piste Cruiser, pour les hommes comme pour les femmes. La zone d'arrivée, commune à toutes les épreuves et prévue pour accueillir 7 700 spectateurs, se situe à une altitude de 810 m. Le parc olympique de Whistler est utilisé pour les compétitions de biathlon, de saut à ski et de ski de fond. Trois stades distincts sont construits sur une superficie d'1 km2 pour accueillir les épreuves, avec un maximum de 12 000 spectateurs. Les épreuves de bobsleigh, de luge et de skeleton se déroulent au Centre des sports de glisse de Whistler. Il s'agit d'une piste de 1 450 m de longueur, pour un dénivelé de 152 m, construite pour les Jeux. Jusqu'à 12 000 personnes peuvent s'y rendre pour assister aux épreuves.
Les épreuves de ski acrobatique et de snowboard se déroulent à Cypress Mountain, une aire skiable située à West Vancouver. Cypress Mountain est le premier site sportif à être prêt pour accueillir les Jeux. Il est conçu pour accueillir un maximum de 12 000 spectateurs à près de 1 000 mètres d'altitude.
Enfin, la ville de Richmond, située à 14 km au sud de Vancouver, accueille les épreuves de patinage de vitesse dans l'Anneau olympique de Richmond. Conçu pour accueillir 7 600 personnes, il est ensuite reconverti en un centre international d'excellence dédié aux sports et au bien-être. La construction de l'anneau de Richmond s'inscrit dans un projet global de rénovation urbaine.

### Sites d'hébergement

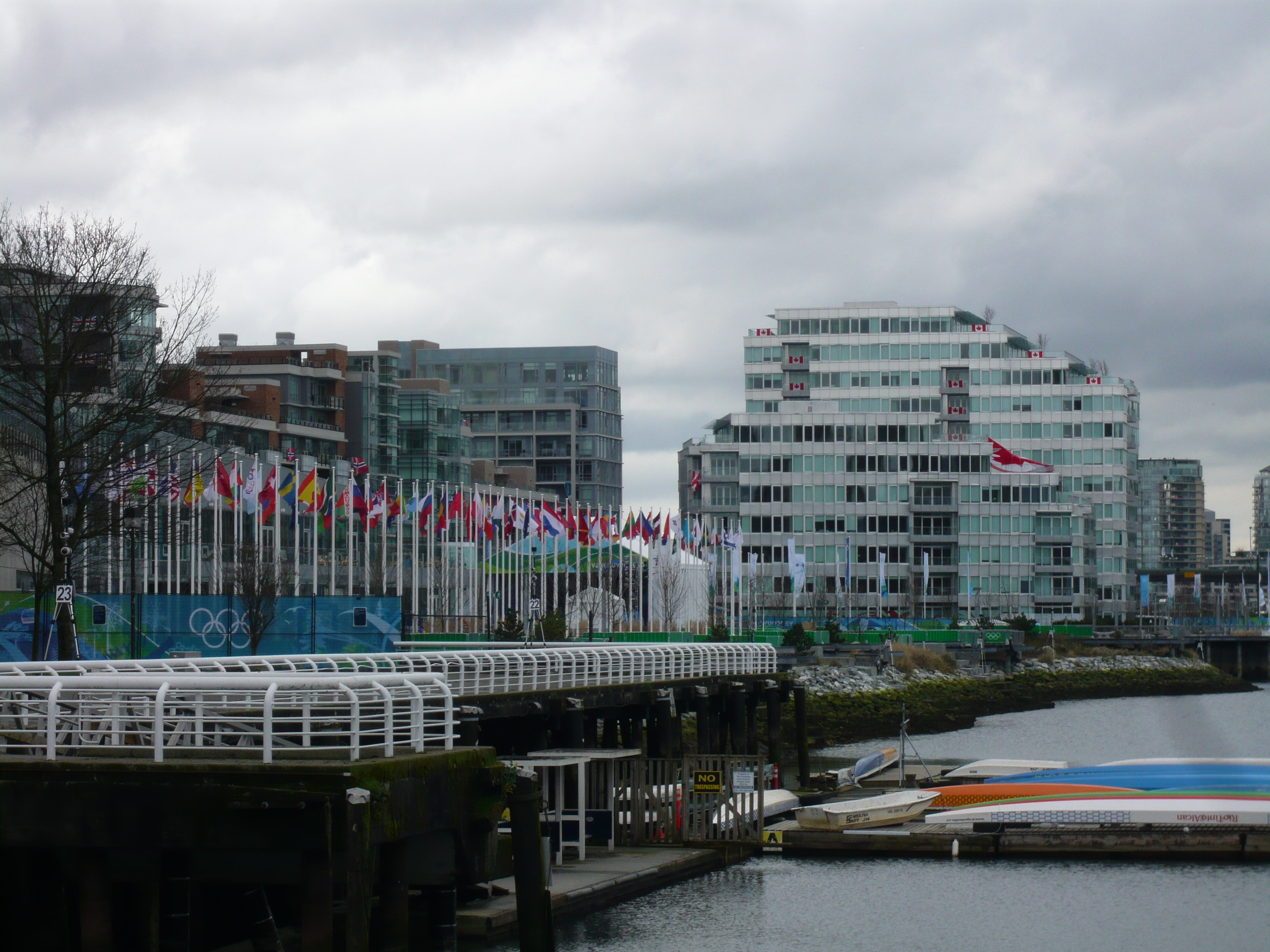
Le village olympique de Vancouver, dans la baie de False Creek.

Deux villages olympiques sont construits pour accueillir les athlètes, l'un à Vancouver, l'autre à Whistler. Le village olympique de Vancouver, situé dans la baie de False Creek, est conçu pour accueillir près de 3 000 personnes, parmi lesquelles les athlètes engagés dans les épreuves qui se disputent à Vancouver, Cypress Mountain et Richmond. Les bâtiments sont construits sur une ancienne friche industrielle afin de devenir, après les Jeux, une communauté durable qui concentre des logements, des bureaux ainsi que des commerces. Le projet répond aux critères du système de classification de bâtiments écologiques Leadership in Energy and Environmental Design (LEED). Le village olympique de Whistler est établi dans la vallée de la rivière Cheakamus, à moins de vingt minutes de route de tous les sites de compétition basés à Whistler. Prévu pour accueillir 2 850 athlètes, il est baptisé Cheakamus Crossing, répond lui aussi aux critères d'évaluation LEED et se compose d'auberges, d'appartements et de maisons individuelles. L'établissement d'un centre de haute performance pour les athlètes y est programmé après les Jeux.

## Réactions et retombées

### Réactions
Les Jeux de Vancouver sont globalement considérés comme un succès, bien que l'organisation des compétitions soulève parfois quelques critiques. L'accident mortel du lugeur géorgien Nodar Kumaritashvili pose la question de la dangerosité de la piste de Whistler, qui avait provoqué la chute de plusieurs autres coureurs. Josef Fendt, président de la Fédération internationale de luge de course (FIL), juge la piste trop rapide et met en cause un problème de préparation. Une enquête est ouverte, sans pouvoir établir que la sécurité de la piste est responsable de l'accident du Géorgien,. Par ailleurs, le comité d'organisation ne peut assurer la sécurité des spectateurs possédant des places debout pour les épreuves de snowboard en raison des fortes pluies et se voit contraint d'annuler les billets,. Le président du CIO Jacques Rogge déclare néanmoins lors de la cérémonie de clôture que « ce furent des Jeux excellents et amicaux ». L'ancien athlète Sebastian Coe, président du Comité d'organisation des Jeux de Londres 2012, souligne la ferveur populaire régnant dans les rues de Vancouver durant les Jeux ainsi que les efforts du comité d'organisation pour maintenir la qualité des installations en dépit des conditions météorologiques défavorables.
Les Jeux sont très favorablement accueillis par la population canadienne tout en renforçant le sentiment patriotique : un sondage publié avant la fin des Jeux montre que la part des Canadiens attachés à leur pays a progressé de 38 % à 45 % par rapport à 2009. Bien que les chefs des principaux peuples autochtones, regroupés au sein de la Société des quatre Premières Nations hôtes, soient favorables à la tenue des Jeux, leur organisation soulève quelques mécontentements au sein de la population amérindienne, qui craint de voir s'aggraver l'occupation et la dénaturation de ses terres ancestrales, ainsi que les menaces environnementales liées à l'afflux des touristes.

### Controverse sur le bilinguisme lors de la cérémonie d'ouverture

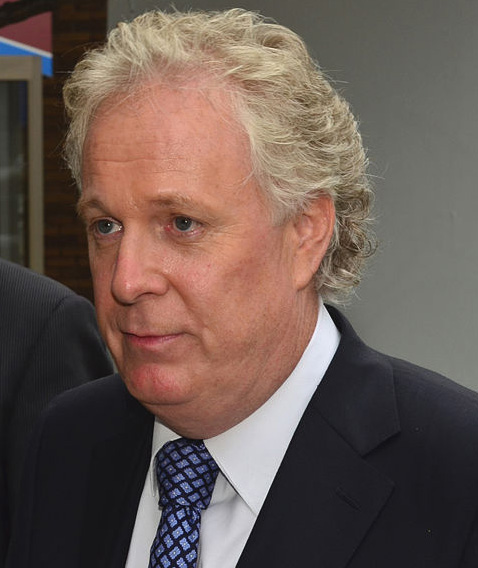
Jean Charest, premier ministre du Québec, regrette la faible représentation du français pendant la cérémonie d'ouverture.

Le comité d'organisation des Jeux olympiques de Vancouver est critiqué pour ne pas avoir fait suffisamment rayonner le français durant la cérémonie d'ouverture, alors que cette langue est pourtant à la fois l'une des deux langues officielles du Canada et l'une des deux langues officielles des Jeux olympiques. Graham Fraser, commissaire aux langues officielles du pays, et Abdou Diouf, secrétaire général de la Francophonie, se sont inquiétés quant à la place accordée à la langue française. Le premier ministre du Québec, Jean Charest, a lui aussi fait savoir qu'il aurait aimé entendre plus de français lors de la cérémonie d'ouverture,. Le député fédéral du Bloc québécois Richard Nadeau y voit plutôt un manque de volonté politique de faire rayonner le bilinguisme canadien et souligne que le scepticisme face à cette situation est revenu à maintes reprises lors de réunions antérieures, mais que le gouvernement fédéral du Canada n'a investi de l'argent pour la traduction que deux semaines avant le début des Jeux olympiques.
Rappelant que le français et l'anglais sont à parts égales les langues du mouvement olympique, le commissaire Fraser assiste à toutes les cérémonies afin de constater, puis corriger la situation au fil des jours. Il a également instauré un système de plaintes à Ottawa afin que les citoyens puissent faire part de leur mécontentement et pour tenter de résoudre les problèmes.
Après la cérémonie d'ouverture, Fraser regrette la faible représentation du français : « J'ai eu l'impression d'assister à un spectacle conçu et réalisé en anglais avec une chanson française. Même L'hymne au Nord du poète François-Xavier Garneau a été traduit en anglais pour être lu par l'acteur Donald Sutherland. » Le concepteur de cette cérémonie, l'Australien David Atkins, s'est dit surpris d'avoir heurté les Québécois, ne sachant pas qu'il s'agissait de la corde sensible à l'origine de nombreuses tensions au pays. Il n'éprouve aucun regret, mais affirme qu'il accordera une place aux francophones lors de la cérémonie de clôture. Le maire de Québec, Régis Labeaume, qui prévoit de présenter la candidature de sa ville à des éventuels Jeux d'hiver, croit quant à lui que c'est la place du Québec et de son histoire francophone au sein du Canada qui n'a pas été représentée adéquatement.

### Retombées
Selon un rapport publié par les chercheurs de l'Université de Colombie-Britannique en octobre 2013, les régions de Vancouver et Whistler ont bénéficié de retombées importantes après les Jeux. L'héritage le plus important se concentre dans les infrastructures construites spécifiquement pour les Jeux ou dont les projets ont été accélérés par l'événement : la ligne de métro Canada Line reliant l'aéroport et le centre-ville de Vancouver, la modernisation de l'autoroute sea to sky ou l'anneau olympique de Richmond reconverti après les Jeux en un centre des sports communautaire. Cette même université estime que la tenue des Jeux a rapporté au gouvernement de Colombie-Britannique 50 millions de dollars canadiens en taxes et impôts et 400 millions de dollars de recettes liées au tourisme, tout en permettant la création de 20 780 emplois directs ou indirects. À long terme, l'impact des Jeux sur l'économie locale est néanmoins mesuré, notamment car la rentabilité des infrastructures olympiques n'est pas assurée. Le financement du village olympique de Vancouver, fondé sur un partenariat public-privé, se heurte à la crise économique et entraîne un déficit pour la ville estimé entre 200 et 350 millions de dollars,. Une étude de l'université d'Oxford rappelle toutefois que les Jeux de Vancouver sont les Jeux d'hiver où les dépassements de coûts, à hauteur de 17 %, ont été les mieux contrôlés depuis 1980.
Les Jeux de Vancouver s'inscrivent dans l'engagement politique environnemental de la ville, en favorisant la construction d'infrastructures et de bâtiments respectant les critères du label nord-américain LEED. Le comité d'organisation, qui décrit ces Jeux comme les plus « verts » de l'histoire, reçoit la médaille de bronze de la fondation David Suzuki qui récompense les efforts en matière de développement durable. Les émissions de gaz à effet de serre pendant les Jeux sont néanmoins huit fois supérieures à la moyenne.